# 2000
Portal Geschichte | Portal Biografien | Aktuelle Ereignisse | Jahreskalender | Tagesartikel

◄ |
19. Jahrhundert |
20. Jahrhundert
| 21. Jahrhundert

◄ |
1970er |
1980er |
1990er |
2000er
| 2010er | 2020er | 2030er | ►

◄◄ |
◄ |
1996 |
1997 |
1998 |
1999 |
2000
| 2001 | 2002 | 2003 | 2004 | ► | ►►
 Jan.
| Feb.
| Mär.
| Apr.
| Mai
| Jun.
| Jul.
| Aug.
| Sep.
| Okt.
| Nov.
| Dez.
Staatsoberhäupter · Wahlen · Nekrolog  · Literaturjahr · Musikjahr · Filmjahr · Rundfunkjahr · Sportjahr
| Januar | Januar | Januar | Januar | Januar | Januar | Januar | Januar |
| Kw     | Mo     | Di     | Mi     | Do     | Fr     | Sa     | So     |
| ------ | ------ | ------ | ------ | ------ | ------ | ------ | ------ |
| 52     |        |        |        |        |        | 1      | 2      |
| 1      | 3      | 4      | 5      | 6      | 7      | 8      | 9      |
| 2      | 10     | 11     | 12     | 13     | 14     | 15     | 16     |
| 3      | 17     | 18     | 19     | 20     | 21     | 22     | 23     |
| 4      | 24     | 25     | 26     | 27     | 28     | 29     | 30     |
| 5      | 31     |        |        |        |        |        |        |

| Februar | Februar | Februar | Februar | Februar | Februar | Februar | Februar |
| Kw      | Mo      | Di      | Mi      | Do      | Fr      | Sa      | So      |
| ------- | ------- | ------- | ------- | ------- | ------- | ------- | ------- |
| 5       |         | 1       | 2       | 3       | 4       | 5       | 6       |
| 6       | 7       | 8       | 9       | 10      | 11      | 12      | 13      |
| 7       | 14      | 15      | 16      | 17      | 18      | 19      | 20      |
| 8       | 21      | 22      | 23      | 24      | 25      | 26      | 27      |
| 9       | 28      | 29      |         |         |         |         |         |

| März | März | März | März | März | März | März | März |
| Kw   | Mo   | Di   | Mi   | Do   | Fr   | Sa   | So   |
| ---- | ---- | ---- | ---- | ---- | ---- | ---- | ---- |
| 9    |      |      | 1    | 2    | 3    | 4    | 5    |
| 10   | 6    | 7    | 8    | 9    | 10   | 11   | 12   |
| 11   | 13   | 14   | 15   | 16   | 17   | 18   | 19   |
| 12   | 20   | 21   | 22   | 23   | 24   | 25   | 26   |
| 13   | 27   | 28   | 29   | 30   | 31   |      |      |

| April | April | April | April | April | April | April | April |
| Kw    | Mo    | Di    | Mi    | Do    | Fr    | Sa    | So    |
| ----- | ----- | ----- | ----- | ----- | ----- | ----- | ----- |
| 13    |       |       |       |       |       | 1     | 2     |
| 14    | 3     | 4     | 5     | 6     | 7     | 8     | 9     |
| 15    | 10    | 11    | 12    | 13    | 14    | 15    | 16    |
| 16    | 17    | 18    | 19    | 20    | 21    | 22    | 23    |
| 17    | 24    | 25    | 26    | 27    | 28    | 29    | 30    |

| Mai | Mai | Mai | Mai | Mai | Mai | Mai | Mai |
| Kw  | Mo  | Di  | Mi  | Do  | Fr  | Sa  | So  |
| --- | --- | --- | --- | --- | --- | --- | --- |
| 18  | 1   | 2   | 3   | 4   | 5   | 6   | 7   |
| 19  | 8   | 9   | 10  | 11  | 12  | 13  | 14  |
| 20  | 15  | 16  | 17  | 18  | 19  | 20  | 21  |
| 21  | 22  | 23  | 24  | 25  | 26  | 27  | 28  |
| 22  | 29  | 30  | 31  |     |     |     |     |

| Juni | Juni | Juni | Juni | Juni | Juni | Juni | Juni |
| Kw   | Mo   | Di   | Mi   | Do   | Fr   | Sa   | So   |
| ---- | ---- | ---- | ---- | ---- | ---- | ---- | ---- |
| 22   |      |      |      | 1    | 2    | 3    | 4    |
| 23   | 5    | 6    | 7    | 8    | 9    | 10   | 11   |
| 24   | 12   | 13   | 14   | 15   | 16   | 17   | 18   |
| 25   | 19   | 20   | 21   | 22   | 23   | 24   | 25   |
| 26   | 26   | 27   | 28   | 29   | 30   |      |      |

| Juli | Juli | Juli | Juli | Juli | Juli | Juli | Juli |
| Kw   | Mo   | Di   | Mi   | Do   | Fr   | Sa   | So   |
| ---- | ---- | ---- | ---- | ---- | ---- | ---- | ---- |
| 26   |      |      |      |      |      | 1    | 2    |
| 27   | 3    | 4    | 5    | 6    | 7    | 8    | 9    |
| 28   | 10   | 11   | 12   | 13   | 14   | 15   | 16   |
| 29   | 17   | 18   | 19   | 20   | 21   | 22   | 23   |
| 30   | 24   | 25   | 26   | 27   | 28   | 29   | 30   |
| 31   | 31   |      |      |      |      |      |      |

| August | August | August | August | August | August | August | August |
| Kw     | Mo     | Di     | Mi     | Do     | Fr     | Sa     | So     |
| ------ | ------ | ------ | ------ | ------ | ------ | ------ | ------ |
| 31     |        | 1      | 2      | 3      | 4      | 5      | 6      |
| 32     | 7      | 8      | 9      | 10     | 11     | 12     | 13     |
| 33     | 14     | 15     | 16     | 17     | 18     | 19     | 20     |
| 34     | 21     | 22     | 23     | 24     | 25     | 26     | 27     |
| 35     | 28     | 29     | 30     | 31     |        |        |        |

| September | September | September | September | September | September | September | September |
| Kw        | Mo        | Di        | Mi        | Do        | Fr        | Sa        | So        |
| --------- | --------- | --------- | --------- | --------- | --------- | --------- | --------- |
| 35        |           |           |           |           | 1         | 2         | 3         |
| 36        | 4         | 5         | 6         | 7         | 8         | 9         | 10        |
| 37        | 11        | 12        | 13        | 14        | 15        | 16        | 17        |
| 38        | 18        | 19        | 20        | 21        | 22        | 23        | 24        |
| 39        | 25        | 26        | 27        | 28        | 29        | 30        |           |

| Oktober | Oktober | Oktober | Oktober | Oktober | Oktober | Oktober | Oktober |
| Kw      | Mo      | Di      | Mi      | Do      | Fr      | Sa      | So      |
| ------- | ------- | ------- | ------- | ------- | ------- | ------- | ------- |
| 39      |         |         |         |         |         |         | 1       |
| 40      | 2       | 3       | 4       | 5       | 6       | 7       | 8       |
| 41      | 9       | 10      | 11      | 12      | 13      | 14      | 15      |
| 42      | 16      | 17      | 18      | 19      | 20      | 21      | 22      |
| 43      | 23      | 24      | 25      | 26      | 27      | 28      | 29      |
| 44      | 30      | 31      |         |         |         |         |         |

| November | November | November | November | November | November | November | November |
| Kw       | Mo       | Di       | Mi       | Do       | Fr       | Sa       | So       |
| -------- | -------- | -------- | -------- | -------- | -------- | -------- | -------- |
| 44       |          |          | 1        | 2        | 3        | 4        | 5        |
| 45       | 6        | 7        | 8        | 9        | 10       | 11       | 12       |
| 46       | 13       | 14       | 15       | 16       | 17       | 18       | 19       |
| 47       | 20       | 21       | 22       | 23       | 24       | 25       | 26       |
| 48       | 27       | 28       | 29       | 30       |          |          |          |

| Dezember | Dezember | Dezember | Dezember | Dezember | Dezember | Dezember | Dezember |
| Kw       | Mo       | Di       | Mi       | Do       | Fr       | Sa       | So       |
| -------- | -------- | -------- | -------- | -------- | -------- | -------- | -------- |
| 48       |          |          |          |          | 1        | 2        | 3        |
| 49       | 4        | 5        | 6        | 7        | 8        | 9        | 10       |
| 50       | 11       | 12       | 13       | 14       | 15       | 16       | 17       |
| 51       | 18       | 19       | 20       | 21       | 22       | 23       | 24       |
| 52       | 25       | 26       | 27       | 28       | 29       | 30       | 31       |

| Januar | Januar | Januar | Januar | Januar | Januar | Januar | Januar |
| Kw     | Mo     | Di     | Mi     | Do     | Fr     | Sa     | So     |
| ------ | ------ | ------ | ------ | ------ | ------ | ------ | ------ |
| 52     |        |        |        |        |        | 1      | 2      |
| 1      | 3      | 4      | 5      | 6      | 7      | 8      | 9      |
| 2      | 10     | 11     | 12     | 13     | 14     | 15     | 16     |
| 3      | 17     | 18     | 19     | 20     | 21     | 22     | 23     |
| 4      | 24     | 25     | 26     | 27     | 28     | 29     | 30     |
| 5      | 31     |        |        |        |        |        |        |

| Februar | Februar | Februar | Februar | Februar | Februar | Februar | Februar |
| Kw      | Mo      | Di      | Mi      | Do      | Fr      | Sa      | So      |
| ------- | ------- | ------- | ------- | ------- | ------- | ------- | ------- |
| 5       |         | 1       | 2       | 3       | 4       | 5       | 6       |
| 6       | 7       | 8       | 9       | 10      | 11      | 12      | 13      |
| 7       | 14      | 15      | 16      | 17      | 18      | 19      | 20      |
| 8       | 21      | 22      | 23      | 24      | 25      | 26      | 27      |
| 9       | 28      | 29      |         |         |         |         |         |

| März | März | März | März | März | März | März | März |
| Kw   | Mo   | Di   | Mi   | Do   | Fr   | Sa   | So   |
| ---- | ---- | ---- | ---- | ---- | ---- | ---- | ---- |
| 9    |      |      | 1    | 2    | 3    | 4    | 5    |
| 10   | 6    | 7    | 8    | 9    | 10   | 11   | 12   |
| 11   | 13   | 14   | 15   | 16   | 17   | 18   | 19   |
| 12   | 20   | 21   | 22   | 23   | 24   | 25   | 26   |
| 13   | 27   | 28   | 29   | 30   | 31   |      |      |

| April | April | April | April | April | April | April | April |
| Kw    | Mo    | Di    | Mi    | Do    | Fr    | Sa    | So    |
| ----- | ----- | ----- | ----- | ----- | ----- | ----- | ----- |
| 13    |       |       |       |       |       | 1     | 2     |
| 14    | 3     | 4     | 5     | 6     | 7     | 8     | 9     |
| 15    | 10    | 11    | 12    | 13    | 14    | 15    | 16    |
| 16    | 17    | 18    | 19    | 20    | 21    | 22    | 23    |
| 17    | 24    | 25    | 26    | 27    | 28    | 29    | 30    |

| Mai | Mai | Mai | Mai | Mai | Mai | Mai | Mai |
| Kw  | Mo  | Di  | Mi  | Do  | Fr  | Sa  | So  |
| --- | --- | --- | --- | --- | --- | --- | --- |
| 18  | 1   | 2   | 3   | 4   | 5   | 6   | 7   |
| 19  | 8   | 9   | 10  | 11  | 12  | 13  | 14  |
| 20  | 15  | 16  | 17  | 18  | 19  | 20  | 21  |
| 21  | 22  | 23  | 24  | 25  | 26  | 27  | 28  |
| 22  | 29  | 30  | 31  |     |     |     |     |

| Juni | Juni | Juni | Juni | Juni | Juni | Juni | Juni |
| Kw   | Mo   | Di   | Mi   | Do   | Fr   | Sa   | So   |
| ---- | ---- | ---- | ---- | ---- | ---- | ---- | ---- |
| 22   |      |      |      | 1    | 2    | 3    | 4    |
| 23   | 5    | 6    | 7    | 8    | 9    | 10   | 11   |
| 24   | 12   | 13   | 14   | 15   | 16   | 17   | 18   |
| 25   | 19   | 20   | 21   | 22   | 23   | 24   | 25   |
| 26   | 26   | 27   | 28   | 29   | 30   |      |      |

| Juli | Juli | Juli | Juli | Juli | Juli | Juli | Juli |
| Kw   | Mo   | Di   | Mi   | Do   | Fr   | Sa   | So   |
| ---- | ---- | ---- | ---- | ---- | ---- | ---- | ---- |
| 26   |      |      |      |      |      | 1    | 2    |
| 27   | 3    | 4    | 5    | 6    | 7    | 8    | 9    |
| 28   | 10   | 11   | 12   | 13   | 14   | 15   | 16   |
| 29   | 17   | 18   | 19   | 20   | 21   | 22   | 23   |
| 30   | 24   | 25   | 26   | 27   | 28   | 29   | 30   |
| 31   | 31   |      |      |      |      |      |      |

| August | August | August | August | August | August | August | August |
| Kw     | Mo     | Di     | Mi     | Do     | Fr     | Sa     | So     |
| ------ | ------ | ------ | ------ | ------ | ------ | ------ | ------ |
| 31     |        | 1      | 2      | 3      | 4      | 5      | 6      |
| 32     | 7      | 8      | 9      | 10     | 11     | 12     | 13     |
| 33     | 14     | 15     | 16     | 17     | 18     | 19     | 20     |
| 34     | 21     | 22     | 23     | 24     | 25     | 26     | 27     |
| 35     | 28     | 29     | 30     | 31     |        |        |        |

| September | September | September | September | September | September | September | September |
| Kw        | Mo        | Di        | Mi        | Do        | Fr        | Sa        | So        |
| --------- | --------- | --------- | --------- | --------- | --------- | --------- | --------- |
| 35        |           |           |           |           | 1         | 2         | 3         |
| 36        | 4         | 5         | 6         | 7         | 8         | 9         | 10        |
| 37        | 11        | 12        | 13        | 14        | 15        | 16        | 17        |
| 38        | 18        | 19        | 20        | 21        | 22        | 23        | 24        |
| 39        | 25        | 26        | 27        | 28        | 29        | 30        |           |

| Oktober | Oktober | Oktober | Oktober | Oktober | Oktober | Oktober | Oktober |
| Kw      | Mo      | Di      | Mi      | Do      | Fr      | Sa      | So      |
| ------- | ------- | ------- | ------- | ------- | ------- | ------- | ------- |
| 39      |         |         |         |         |         |         | 1       |
| 40      | 2       | 3       | 4       | 5       | 6       | 7       | 8       |
| 41      | 9       | 10      | 11      | 12      | 13      | 14      | 15      |
| 42      | 16      | 17      | 18      | 19      | 20      | 21      | 22      |
| 43      | 23      | 24      | 25      | 26      | 27      | 28      | 29      |
| 44      | 30      | 31      |         |         |         |         |         |

| November | November | November | November | November | November | November | November |
| Kw       | Mo       | Di       | Mi       | Do       | Fr       | Sa       | So       |
| -------- | -------- | -------- | -------- | -------- | -------- | -------- | -------- |
| 44       |          |          | 1        | 2        | 3        | 4        | 5        |
| 45       | 6        | 7        | 8        | 9        | 10       | 11       | 12       |
| 46       | 13       | 14       | 15       | 16       | 17       | 18       | 19       |
| 47       | 20       | 21       | 22       | 23       | 24       | 25       | 26       |
| 48       | 27       | 28       | 29       | 30       |          |          |          |

| Dezember | Dezember | Dezember | Dezember | Dezember | Dezember | Dezember | Dezember |
| Kw       | Mo       | Di       | Mi       | Do       | Fr       | Sa       | So       |
| -------- | -------- | -------- | -------- | -------- | -------- | -------- | -------- |
| 48       |          |          |          |          | 1        | 2        | 3        |
| 49       | 4        | 5        | 6        | 7        | 8        | 9        | 10       |
| 50       | 11       | 12       | 13       | 14       | 15       | 16       | 17       |
| 51       | 18       | 19       | 20       | 21       | 22       | 23       | 24       |
| 52       | 25       | 26       | 27       | 28       | 29       | 30       | 31       |

Das Jahr 2000 markiert das letzte Jahr des 20. Jahrhunderts sowie das erste der 2000er-Jahre und ist damit ein Säkularjahr. Es ist ebenfalls ein Schaltjahr und hat 366 Tage.

## Jahreswidmungen
- 2000 ist „Internationales Jahr der Physik“ und Jahr der Physik im Rahmen der Initiative Wissenschaft im Dialog des BMBF.
- Internationales Jahr für eine Kultur des Friedens und der Gewaltfreiheit (UNESCO)
- 2000 ist Großes Jubeljahr der römisch-katholischen Kirche.
- Schwarzgeldaffäre ist Wort des Jahres.
- National befreite Zone ist Unwort des Jahres.

### Artenschutz
- Der Königsfliegenpilz (Amanita regalis) ist Pilz des Jahres (Deutsche Gesellschaft für Mykologie)
- Der Rotmilan (Milvus milvus) ist Vogel des Jahres (NABU/Deutschland)
- Die Sandbirke (Betula pendula) ist Baum des Jahres (Kuratorium Baum des Jahres/Deutschland)
- Das Rote Waldvöglein (Cephalanthera rubra) ist Orchidee des Jahres (Arbeitskreis Heimische Orchideen/Deutschland)
- Die Äskulapnatter (Zamenis longissima longissima) ist Wildtier des Jahres (Schutzgemeinschaft Deutsches Wild)
- Die Fetthenne (Sedum) ist Staude des Jahres (Bund deutscher Staudengärtner)
- Der Atlantische Lachs (Salmo salar) ist der Fisch des Jahres (Verband Deutscher Sportfischer e. V.)
- Der Purpurblaue Steinsame (Buglossoides purpurocaerulea) ist Blume des Jahres (Stiftung Natur und Pflanzen)
- Der Rosmarin (Rosmarinus officinalis) ist Heilpflanze des Jahres

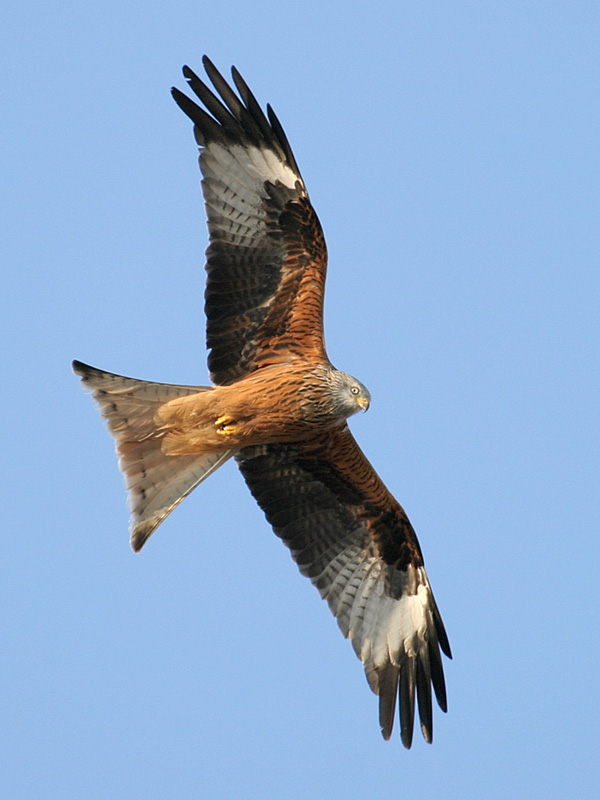
Rotmilan
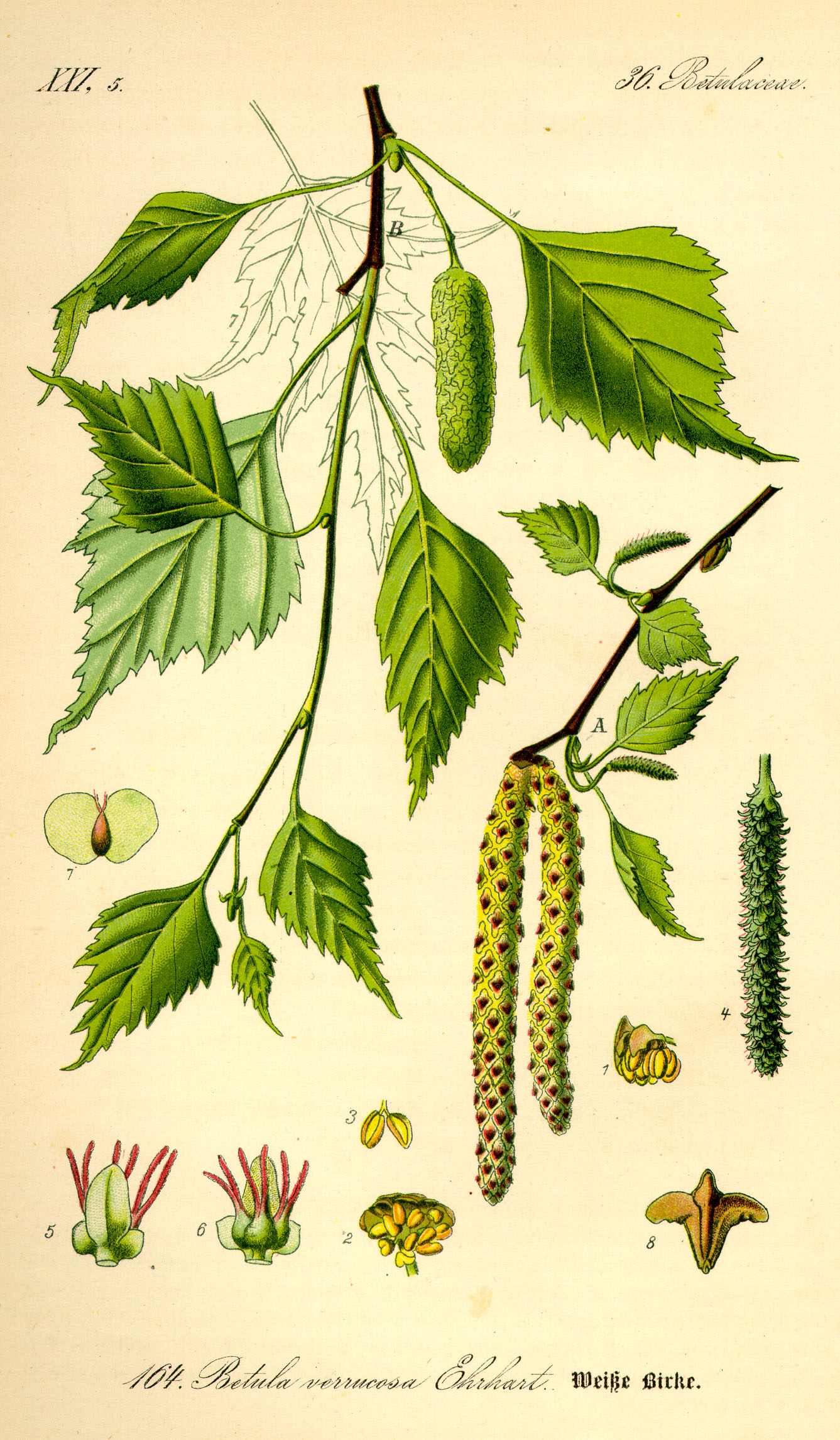
Sandbirke
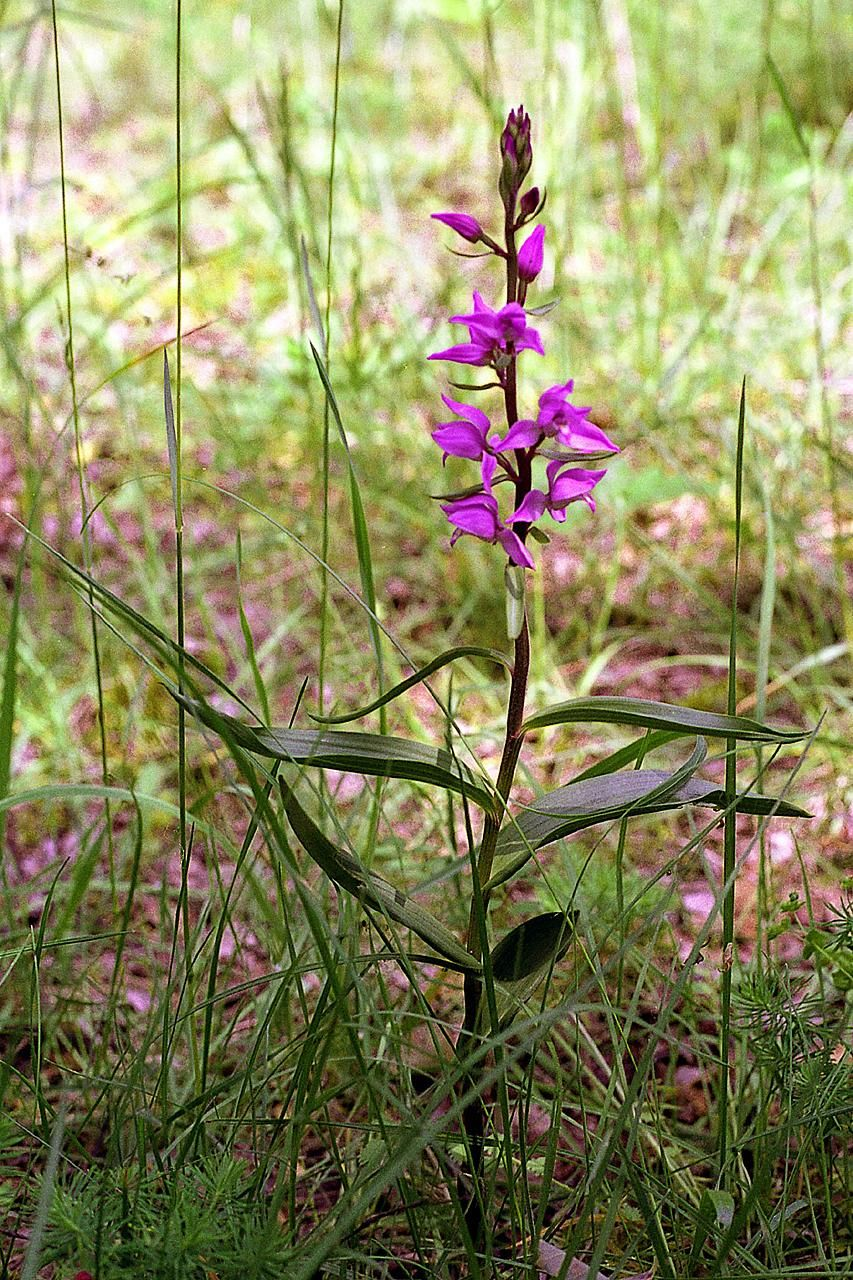
Rotes Waldvögelein
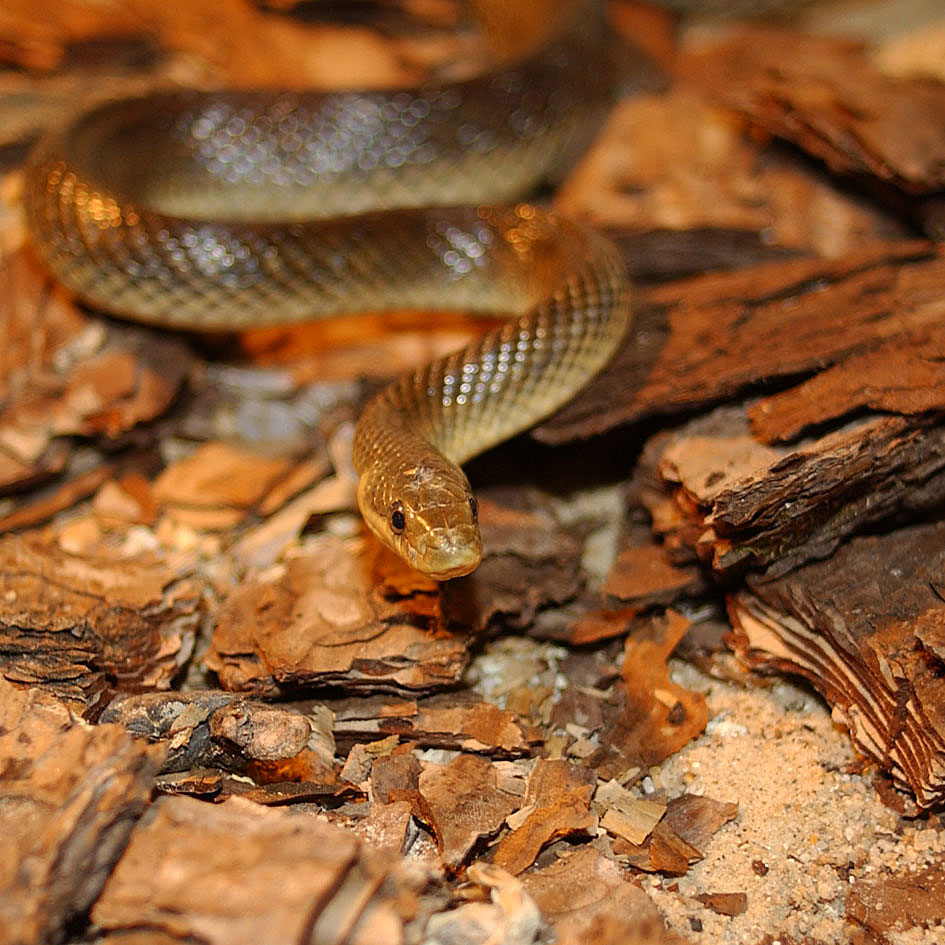
Äskulapnatter
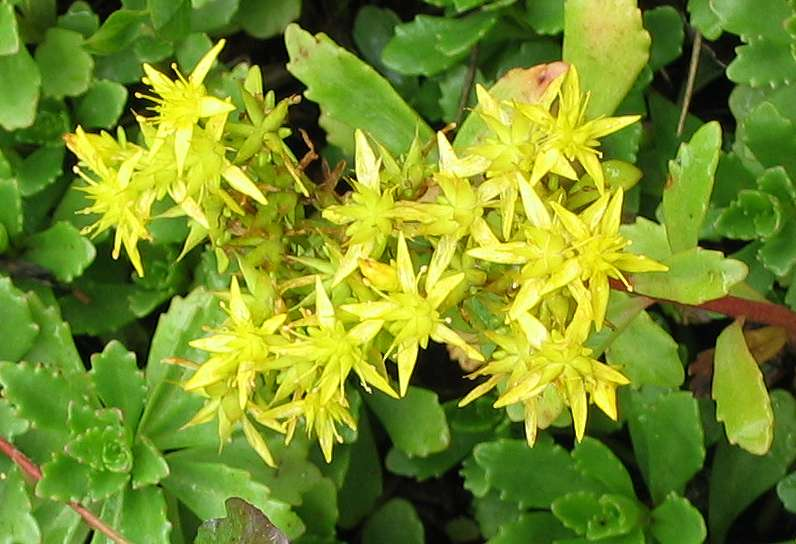
Fetthenne
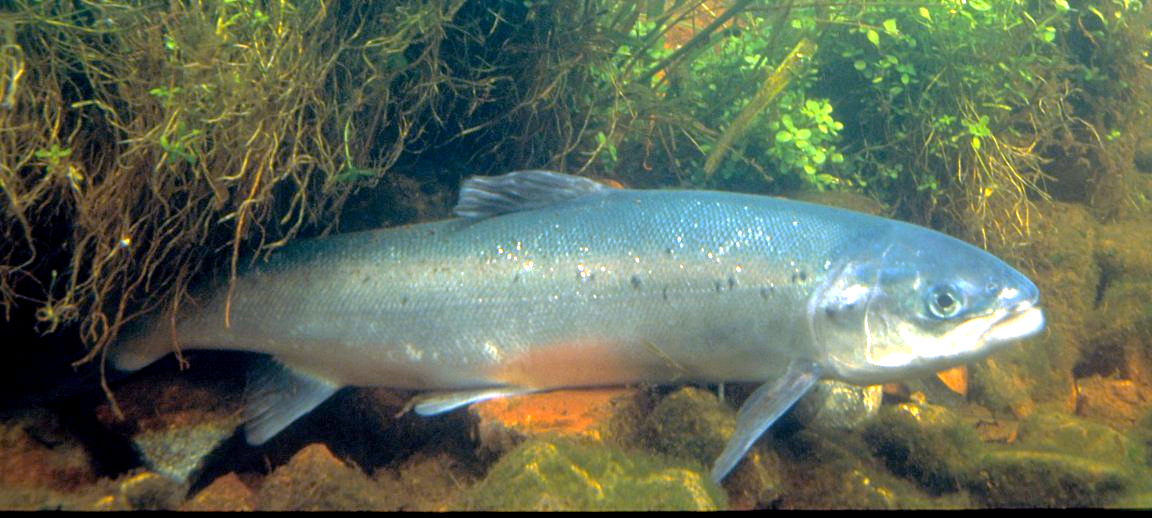
Atlantischer Lachs
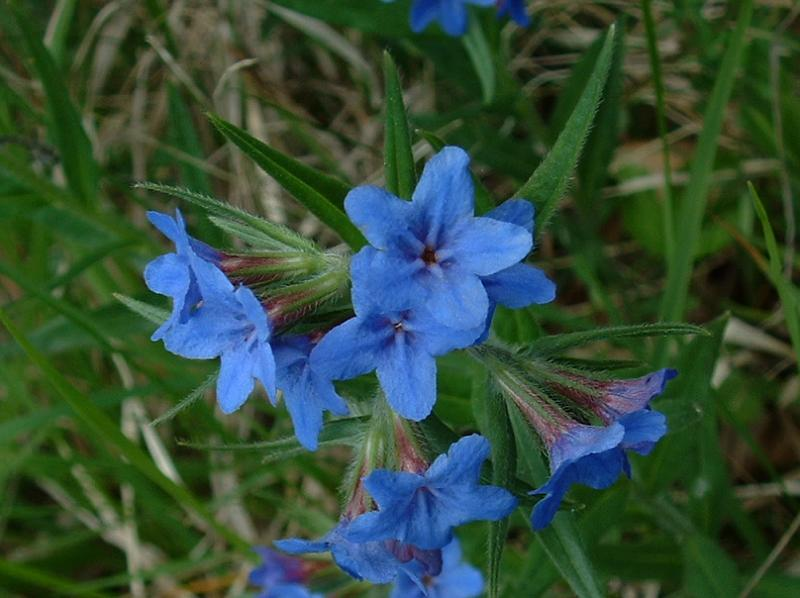
Purpurblaue Steinsame
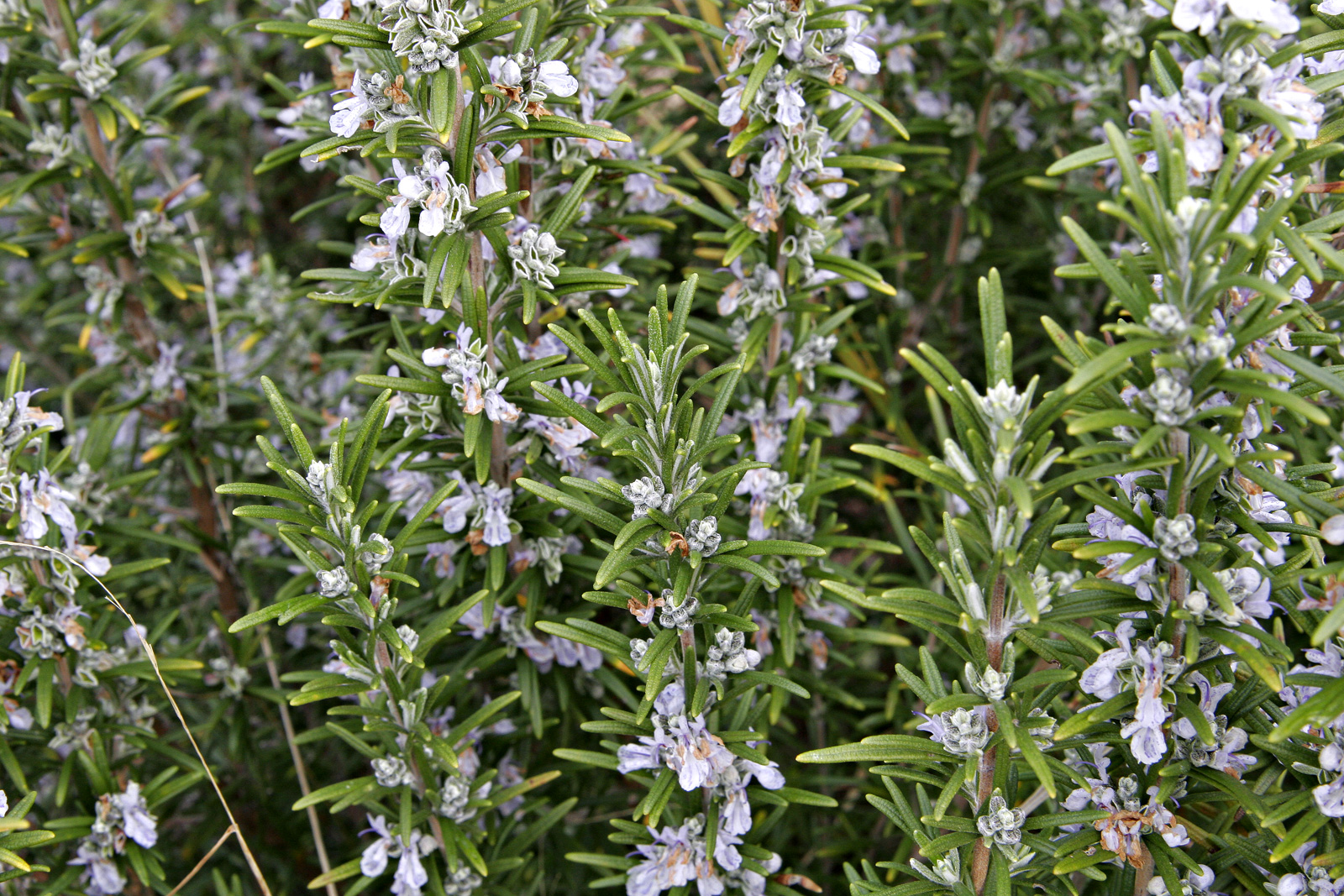
Rosmarin

## Ereignisse

### Politik und Weltgeschehen

#### Januar
- In diesem Monat nimmt die Staatsanwaltschaft Bonn Ermittlungen gegen Helmut Kohl wegen Verdachts der Untreue auf. Walther Leisler Kiep wird zu einer zentralen Figur in der CDU-Spendenaffäre. Später kommen auch kritische Fragen zu dubiosen Vorgängen rund um den Bundesvorsitzenden der CDU, Wolfgang Schäuble hinzu, der am 16. Februar den Rücktritt von seinem Amt erklärt.
- 01. Januar: Adolf Ogi wird erneut Bundespräsident der Schweiz.
- 01. Januar: Die neue Bundesverfassung der Schweizerischen Eidgenossenschaft tritt in Kraft.
- 01. Januar: Turkmenistan schafft die Todesstrafe ab.
- 07. Januar: Monaco eröffnet eine eigene Ständige Vertretung bei der EU in Brüssel.
- 09. Januar: Islom Karimov wird erneut als Staatspräsident in Usbekistan in seinem Amt bestätigt.
- 18. Januar: CDU-Spendenaffäre: Auf Aufforderung der Partei tritt Altbundeskanzler Helmut Kohl als Ehrenvorsitzender der CDU zurück.
- 21. Januar: Durch einen Putsch wird der Präsident von Ecuador Jamil Mahuad gestürzt.
- 24. Januar: Der Fernsehsender N24 nimmt den Sendebetrieb auf.
- 31. Januar: Sanktionen der EU gegen die österreichische Regierung

#### Februar
- 04. Februar: Angelobung der ersten Regierung zwischen ÖVP-FPÖ in Österreich
- 08. Februar: Griechenland. Konstantinos Stefanopoulos wird wieder zum Staatspräsidenten gewählt.
- 15. Februar: Die Beitrittsverhandlungen zwischen der EU und Bulgarien, Lettland, Litauen, Malta, Rumänien und der Slowakei beginnen.
- 15. Februar: Mandé Sidibé wird Premierminister von Mali.
- 15. Februar: Die Slowakei beginnt mit den Beitrittsverhandlungen mit der EU.
- 18. Februar: Stjepan Mesić wird Staatspräsident in Kroatien.
- 20. Februar: Parlamentswahlen in Kirgisistan
- 27. Februar: Parlamentswahlen in Tadschikistan

#### März
- Die Dotcom-Blase platzt: Weltweite Spekulationsverluste in Hochtechnologieunternehmen
- 01. März: Finnland. Tarja Halonen wird Staatspräsidentin.
- 01. März: Vertrag über eine Freihandelszone zwischen der EU und Marokko bis 2010
- 01. März: Patrick Leclercq wird Staats- und Außenminister von Monaco.
- 01. März: Jorge Batlle wird Staatspräsident von Uruguay.
- 08. März: In Bosnien und Herzegowina wird der de facto autonome Brčko-Distrikt eingerichtet.
- 11. März: Chile. Neuer Ministerpräsident ist Ricardo Lagos.
- 12. März: Parlamentswahlen in Spanien
- 23. März: Ruanda. Rücktritt von Staatspräsident Pasteur Bizimungu
- 26. März: Griechenland. Das Schengener Abkommen wird voll umgesetzt.
- 26. März: Bei den russischen Präsidentschaftswahlen wird der kommissarische Amtsinhaber Wladimir Wladimirowitsch Putin schon im ersten Wahlgang mit 52,9 Prozent der Stimmen zum Präsidenten gewählt.

#### April
- 01. April: Abdoulaye Wade wird Staatspräsident im Senegal.
- 08. April: Parlamentswahlen in Nauru
- 09. April: Eduard Schewardnadse wird erneut zum Staatspräsidenten von Georgien gewählt.
- 10. April: Angela Merkel, die Generalsekretärin der CDU, folgt Wolfgang Schäuble im Amt und wird Bundesvorsitzende der CDU
- 20. April: Präsidentschaftswahlen in Nauru. Neuer Präsident wird Bernard Dowiyogo.
- 21. April/22. April: Kämpfer der LTTE erobern in einem Überraschungsangriff die wichtige Militärbasis der sri-lankischen Armee am Elefantenpass.
- 22. April: Paul Kagame wird Staatspräsident von Ruanda.
- 23. April: Malaysia. Auf der Insel Sipadan entführen Mitglieder der Abu Sajaf 22 Urlauber und Hotelangestellte und verschleppen sie auf die philippinische Insel Jolo.

#### Mai
- 01. Mai: Der Deutsche Horst Köhler wird Direktor des Internationalen Währungsfonds (IWF).
- 04. Mai: Großbritannien. Erste Direktwahl des Bürgermeisters von Groß-London
- 11. Mai: Die Bevölkerungszahl in Indien überschreitet nach offiziellen Angaben die Schwelle von einer Milliarde Einwohnern.
- 15. Mai: Armeniens neuer Regierungschef wird Andranik Markarjan.
- 17. Mai: Ahmet Necdet Sezer wird Staatspräsident in der Türkei.
- 19. Mai: Putsch auf Fidschi
- 20. Mai: Chen Shui-bian wird Staatsoberhaupt in Taiwan.
- 25. Mai: Kroatien wird Mitglied im PfP (Partnership for Peace) der NATO.
- 25. Mai: Israel zieht sich aus dem Süden Libanons zurück und beendet die Besetzung des Libanons.

#### Juni
- 01. Juni: Das Assoziationsabkommen zwischen Israel und der EU tritt in Kraft.
- 01. Juni: Die Weltausstellung EXPO 2000 in Hannover wird eröffnet (bis 31. Oktober 2000)
- 10. Juni: Die Fußball-Europameisterschaft 2000 in Belgien und Niederlanden hat begonnen
- 12. Juni: Jemen erkennt im Vertrag zu Dschidda den Grenzverlauf zu Saudi-Arabien an.
- 13. Juni: Staatsstreich auf den Salomonen
- 14. Juni: Georgien wird Mitglied in der Welthandelsorganisation (WTO).
- 14. Juni: In Deutschland wird der Atomkonsens paraphiert. Die rot-grüne Bundesregierung unter Gerhard Schröder vollzieht einen Wandel der Atompolitik und beginnt den Atomausstieg.
- 19. Juni: Im Hafen von Dover entdecken britische Zollbeamte bei der Kontrolle eines angekommenen Lastkraftwagens hinter Tomatenkisten 58 Leichen. Die Chinesen sollten im Wege des Menschenschmuggels illegal eingeschleust werden, erstickten aber beim Ausfall der Lüftungsanlage für den Container.
- 23. Juni: Äthiopien unterzeichnet das Cotonou-Abkommen mit der EU.

#### Juli
- 01. Juli: Das Recht auf gewaltfreie Erziehung wird in Deutschland gesetzlich festgeschrieben (vergleiche Kinderrechte)
- 01. Juli: Die Öresundverbindung, eine 16 Kilometer lange Verbindung von Kopenhagen nach Malmö, wird durch Königin Margrethe II. von Dänemark und König Carl XVI. Gustaf von Schweden eröffnet.
- 01. Juli: Pferde erhalten in Deutschland ein eigenes Ausweispapier, den Equidenpass. Das Schlachten von Tieren, für die kein Dokument existiert, wird verboten.
- 02. Juli: Präsidentschaftswahlen in Mexiko
- 17. Juli: Baschar al-Assad wird Staatspräsident von Syrien.
- 18. Juli: Erstmals eröffnet ein britisches Staatsoberhaupt eine Botschaft im Ausland. Königin Elisabeth II. übergibt offiziell die Britische Botschaft in Berlin als diplomatische Vertretung.
- 26. Juli: Nambaryn Enchbajar wird Regierungspräsident der Mongolei
- 27. Juli: Mazedonien. 4. Umbildung der Regierung

#### August
- 01. August: Moshe Katsav wird Staatspräsident von Israel
- 16. August: Rafael Hipólito Mejía Domínguez wird Staatspräsident der Dominikanischen Republik.
- 27. August: Im Moskauer Fernsehturm Ostankino bricht ein Feuer aus.

#### September
- 05. September: Tuvalu wird Mitglied bei den Vereinten Nationen.
- 23. September: Wrackteile des seit 1947 verschwundenen Flugzeugs Star Dust werden gefunden.
- 24. September: Vorgezogene Präsidentschaftswahlen und Wahlen zum jugoslawischen Bundesparlament.
- 28. September: Durch den Besuch Ariel Scharons auf dem Tempelberg in Jerusalem wird die 2. Intifada ausgelöst.
- 28. September: Dänemark. In einer Volksabstimmung lehnen die dänischen Wähler die Einführung der Gemeinschaftswährung Euro ab.
- 29. September: Der deutsche Bundesrat hält die erste Sitzung im ehemaligen Sitz des Preußischen Herrenhauses, dem heutigen Bundesratsgebäude, in Berlin nach seinem Umzug aus Bonn ab.

#### Oktober
- 02. Oktober: Brandanschlag auf die Neue Synagoge in Düsseldorf durch zwei arabischstämmige Jugendliche.
- 03. Oktober: Rücktritt des Premierministers Tang Fei in Taiwan
- 03. Oktober: SIMAP-Urteil des Europäischen Gerichtshofes: Der EuGH stellt fest, dass die Bereitschaftsdienste spanischer Ärzte keine Ruhezeit, sondern voll als Arbeitszeit zu werten ist. Dieses Urteil hat juristische Auswirkungen für die Krankenhäuser in allen EU-Staaten
- 05. Oktober: Friedliche Massenproteste in Serbien und Montenegro
- 07. Oktober: Großherzog Henri, Herzog von Luxemburg, Herzog von Nassau, wird nach der Abdankung seines Vaters Jean Staatsoberhaupt in Luxemburg
- 07. Oktober: Vojislav Koštunica wird neuer Präsident der Bundesrepublik Jugoslawien
- 08. Oktober: Aleksander Kwaśniewski wird als Staatspräsident in Polen im Amt bestätigt
- 10. Oktober: Oman wird in die WTO (Welthandelsorganisation) aufgenommen.
- 10. Oktober: Bei der Parlamentswahl in Sri Lanka 2000 verliert die bisher regierende People’s Alliance ihre bisherige parlamentarische Mehrheit.
- 20. Oktober: In Florenz wird ein Europäisches Landschaftsübereinkommen von verschiedenen Staaten geschlossen, das der Kongress der Gemeinden und Regionen des Europarates initiiert hat. Bezweckt wird mit dem Vertragswerk der Kulturlandschaftsschutz.
- 22. Oktober: Elfenbeinküste. Präsidentschaftswahl
- 26. Oktober: Elfenbeinküste. Laurent Gbagbo wird Staatspräsident
- 26. Oktober: Serbien und Montenegro wird Mitglied im Stabilitätspakt für Südosteuropa
- 26. Oktober: Der Euro erreicht mit 0,8225 US-Dollar sein bisheriges Allzeittief gegenüber dem US-Dollar
- 29. Oktober: Präsidentschaftswahl in Kirgisistan: Askar Akajew wird erneut als Staatspräsident bestätigt

#### November
- 01. November: Serbien und Montenegro wird Mitglied bei den Vereinten Nationen.
- 01. November: Chhattisgarh wird neuer Bundesstaat Indiens.
- 05. November: Parlamentswahlen in Aserbaidschan
- 07. November: Präsidentschaftswahlen in den USA

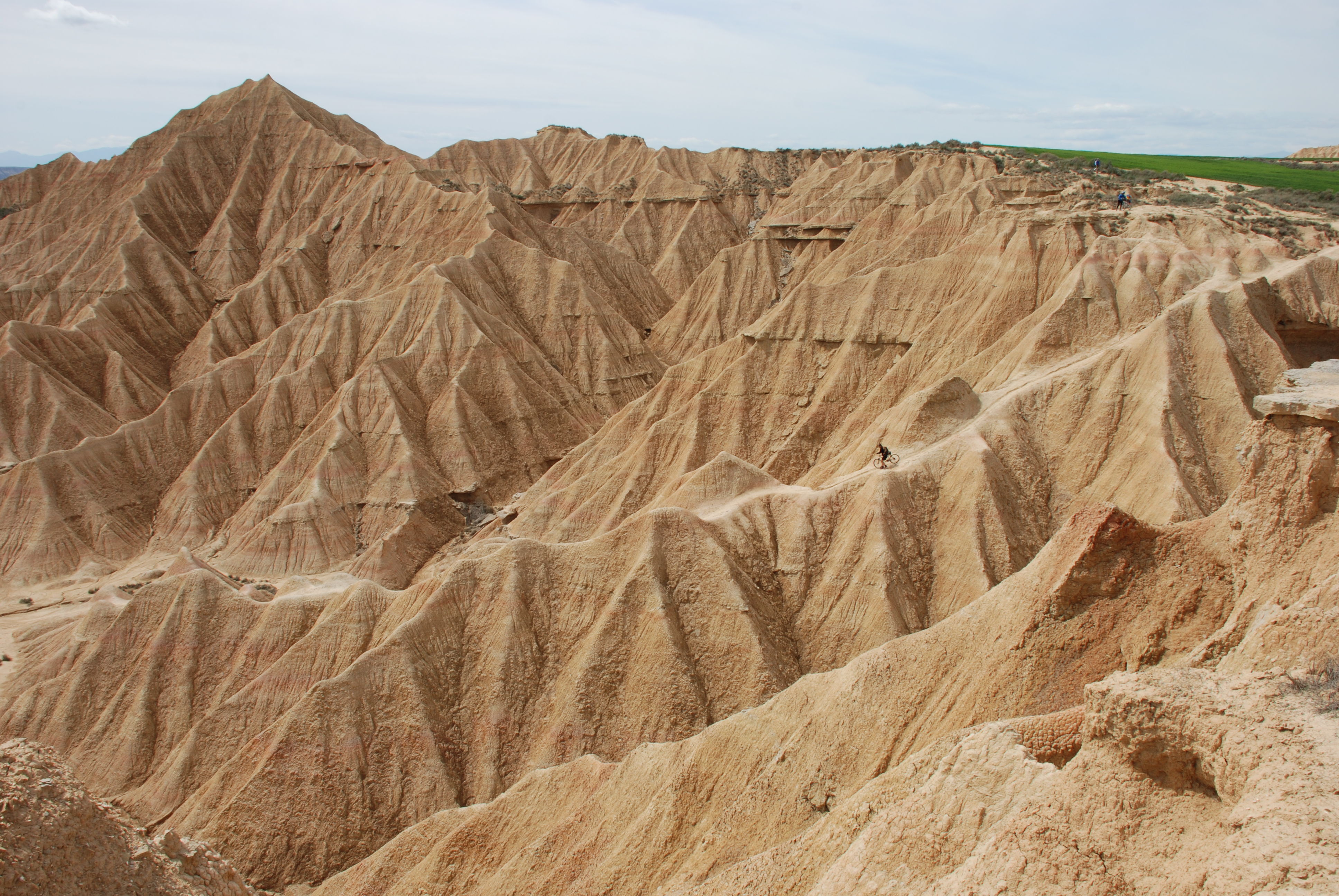
Bardenas Reales

- 07. November: Die spanische Wüste Bardenas Reales in Navarra wird von der UNESCO zum Biosphärenreservat erklärt.
- 09. November: Uttaranchal (später umbenannt in Uttarakhand) wird neuer Bundesstaat Indiens.
- 15. November: Aus dem südlichen Teil des indischen Bundesstaats Bihar wird der neue Bundesstaat Jharkhand gebildet.
- 21. November: Der peruanische Kongress enthebt Staatspräsident Alberto Fujimori seines Amtes.
- 24. November: Stabilisierungs- und Assoziierungsabkommen zwischen Mazedonien und der EU
- 24. November: Erster BSE-Fall wird in Deutschland bekannt.
- 26. November: Präsidentschaftswahl in Rumänien
- 27. November: Serbien und Montenegro wird Mitglied in der OSZE.
- 30. November: Aufhebung der Regierungskoalition in Mazedonien

#### Dezember
- 01. Dezember: Vicente Fox Quesada wird Staatspräsident von Mexiko.
- 10. Dezember: Ion Iliescu wird Staatspräsident in Rumänien.
- 11. Dezember: Frankreich macht eine Zusage über 440 Millionen US-Dollar Hilfe für Burundi.
- 12. Dezember: Friedensvertrag von Algier zwischen Äthiopien und Eritrea
- 12. Dezember: Eine Entscheidung des Supreme Court spricht George W. Bush den Sieg in der Wahl zum neuen Präsidenten der Vereinigten Staaten zu.
- 20. Dezember: Serbien und Montenegro wird Mitglied in der UNESCO.
- 28. Dezember: Adrian Năstase wird Premierminister in Rumänien.

### Wirtschaft
- 10. Januar: AOL und Time Warner geben ihre Fusionsabsicht bekannt. Das neue Unternehmen soll AOL Time Warner heißen.
- 4. Februar: Nach einer monatelangen Übernahmeschlacht wird das Traditionsunternehmen Mannesmann AG Teil der Vodafone Group, die damit zum weltweit größten Mobilfunk-Anbieter aufsteigt.
- 17. Februar: Microsoft bringt sein Betriebssystem Windows 2000 auf den Markt.
- 23. Mai: Fusion zwischen den französischen Banken Banque Nationale de Paris (BNP) und Paribas zur BNP Paribas
- 19. Juni: Der Pfizer-Konzern fusioniert in der Pharmaindustrie nach einer feindlichen Übernahme mit dem Warner-Lambert-Konzern, wodurch auch das deutsche Tochterunternehmen Gödecke neue Eigentümer erhält.
- 21. Juni: Der erste Rundbrief der ISO erscheint: ISO 3166–2:2000-06-21
- 26. Juli: Die Pharma- und Chemiekonzerne Novartis und AstraZeneca können nach einer Entscheidung der EU-Kommission den neuen weltgrößten Pflanzenschutzmittel-Produzenten Syngenta bilden.
- 27. Juli: Der San Francisco Chronicle wird von der Eigentümerfamilie an die Hearst Corporation verkauft.
- 4. August: DaimlerChrysler kündigt an, seine Tochtergesellschaft Adtranz an das kanadische Unternehmen Bombardier Transportation zu veräußern. Adtranz wechselt in der Folge im Jahr 2001 den Besitzer, was teilweise zu Arbeitsplatzverlusten von Mitarbeitern führt.
- 18. August: Die Versteigerung der UMTS-Lizenzen in Deutschland geht mit einem Erlös von 50,8 Milliarden Euro zu Ende.
- 25. August: In der westtürkischen Stadt İzmir wird die Metro İzmir feierlich in Betrieb genommen. Der Ort verfügt damit als landesweit vierte Stadt über eine U-Bahn.

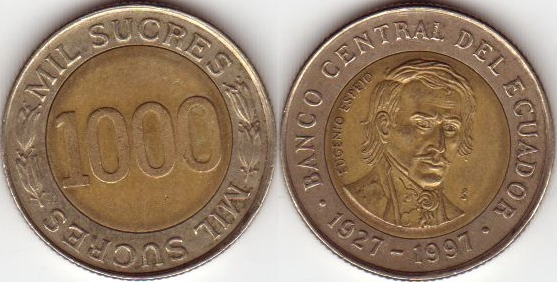
1000-Sucre-Münze Ecuadors

- 9. September: Wegen seiner immensen Inflationsrate schafft Ecuador seine Währung Sucre ab und stellt auf den US-Dollar um.
- 22. September: Die Börsen von Paris, Brüssel und Amsterdam schließen sich zur Euronext zusammen.
- 22. September: Mit dem Einstellen seiner Produktion wird der Fiat 126 ein historisches Automobil.

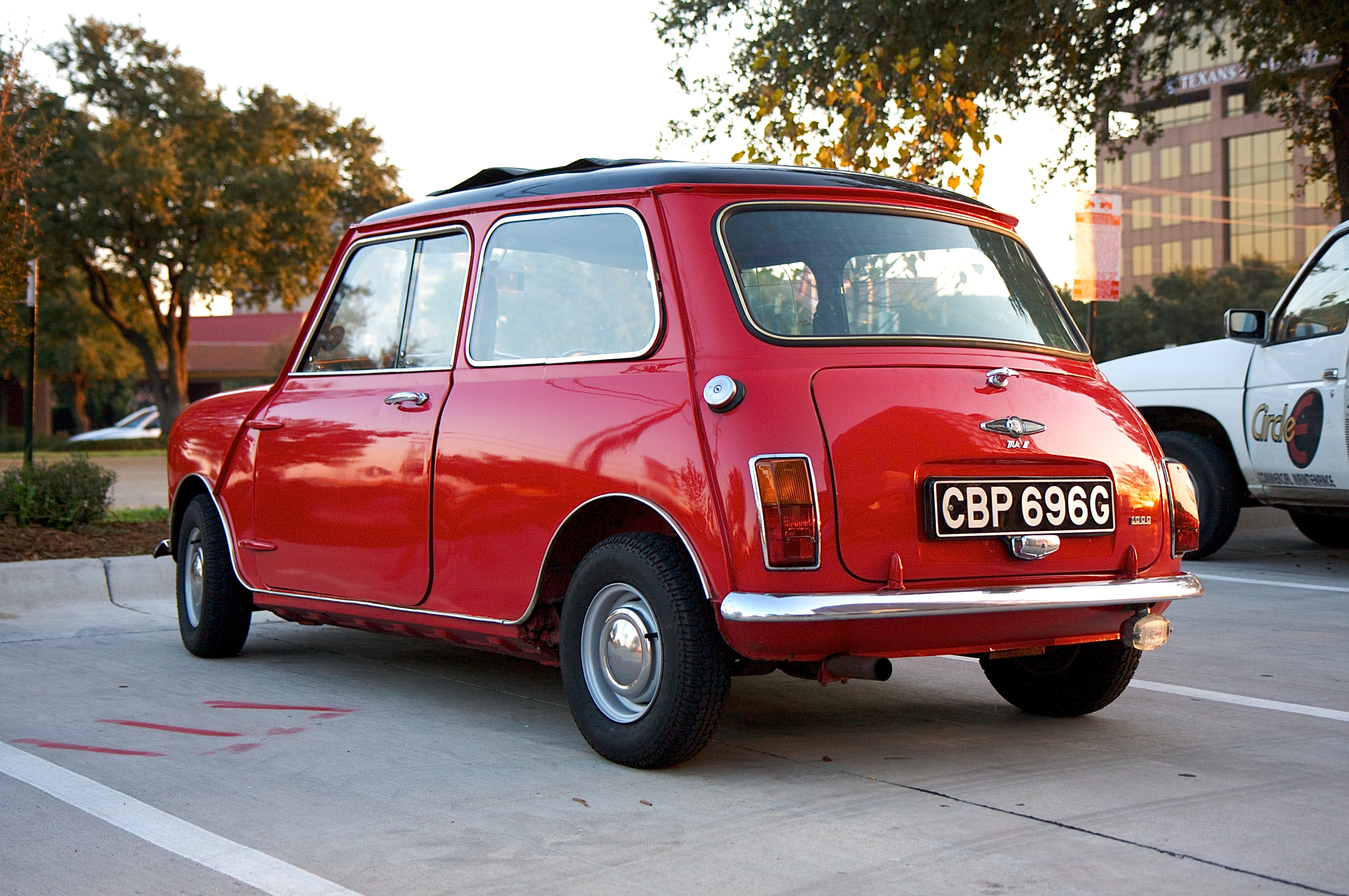
Rover Mini

- 4. Oktober: In Birmingham endet die Produktion des Kleinwagens Rover Mini. Von BMW wird nach der Firmenübernahme eine Serie in geänderter Version aufgelegt.
- 30. Oktober: In Tadschikistan ersetzt die neue Landeswährung Somoni den tadschikischen Rubel.
- 20. November: Der Börsengang der Deutschen Post AG verschafft der Bundesrepublik Deutschland und der Kreditanstalt für Wiederaufbau einen Emissionserlös von rund 6,6 Milliarden Euro. Beide haben sich zusammen von 29 Prozent des Grundkapitals der Post getrennt.
- Fusion von VEBA und VIAG zum Unternehmen E.ON
- AV Packaging (Allianz Capital Partners und E.ON) übernimmt 97,3 % des Verpackungskonzerns Schmalbach-Lubeca
- Neugründung der Zurich Financial Services als Holdinggesellschaft
- Fusion zwischen den französischen Erdölunternehmen Elf Aquitaine und Total
- Übernahme der estnischen Bahngesellschaft Edelaraudtee durch GB Railways

### Gesellschaft
- 8. April: Einrichtung der ersten deutschen Babyklappe in Hamburg-Altona.
- 3. Mai: In Portland (Oregon) startet Dave Ulmer die GPS-Schnitzeljagd Geocaching mit dem Verstecken des ersten Behälters.
- 13. Juni: Der Papst-Attentäter Mehmet Ali Ağca wird nach der Begnadigung durch den italienischen Staatspräsidenten Carlo Azeglio Ciampi nach 19-jähriger Haft von Rom an die Türkei ausgeliefert, wo er wegen eines Mordes verurteilt ist.
- 13. Juli: Am zweiten „Sozialen Tag“ von Schüler Helfen Leben tauschen 100.000 Schülerinnen und Schüler in Schleswig-Holstein und Hamburg ihre Schulbank gegen einen bezahlten Job und spenden über 2,1 Millionen Euro für wohltätige Zwecke.

### Wissenschaft und Technik
- 17. März: In Berlin wird das Museum für Kommunikation im ehemaligen Gebäude des Reichspostmuseums eröffnet.
- 5. Mai: Es kommt um 10:08 MESZ zu einer sehr seltenen Planetenkonstellation: Von der Sonne aus gesehen zu einer Syzygie, von der Erde aus gesehen zu einer Konjunktion, bei der Erde, Mond, Sonne, Merkur, Venus, Mars, Jupiter und Saturn fast auf einer Linie stehen. Die nächste solche Konstellation kommt erst wieder 2675.
- 13. Juli: Bei Ausgrabungen in Weliki Nowgorod wird der Nowgoroder Kodex gefunden. Das Wachstafelbuch ist das bislang älteste entdeckte Buch der Rus.
- 29. Juli: Mit 100 Tonnen TNT wird der letzte Tunnel auf dem früher sowjetischen Atomwaffentestgelände Semipalatinsk in Kasachstan gesprengt und die ehemalige nukleare Nutzung beendet.

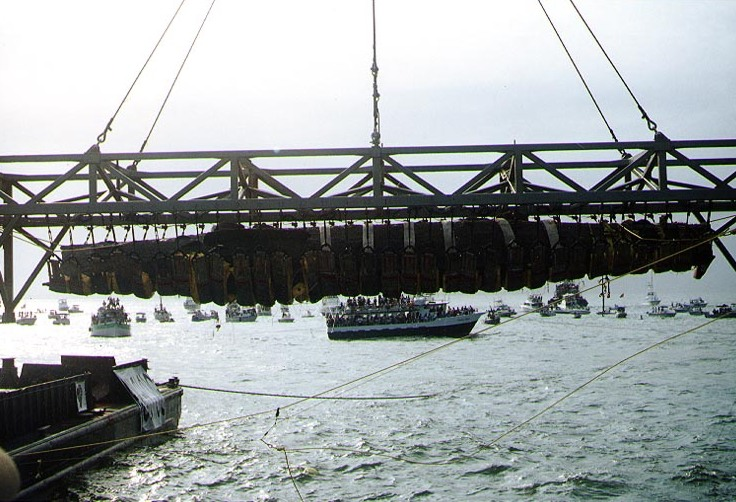
Bergung der CSS Hunley

- 8. August: Das Wrack des 1864 untergegangenen konföderierten U-Boots H. L. Hunley wird vor Charleston (South Carolina) geborgen.
- 24. August: Im Wissenschaftsmagazin Nature wird das Entdecken der einzigen bekannten Argon-Verbindung Argonfluorohydrid von einer Forschergruppe um den finnischen Chemiker Markku Räsänen in Helsinki mitgeteilt.
- 14. September: Microsoft veröffentlicht Windows ME, das letzte Windows der Windows-9x-Linie, welches auf MS-DOS aufsetzte.
- 19. Oktober: Im britischen Wissenschaftsjournal Nature teilen US-amerikanische Forscher mit, dass sie ein etwa 250 Millionen Jahre altes Bakterium zu neuem Leben erweckt haben.
- 31. Oktober: Mit der Mission Sojus TM-31 startet ihre erste Besatzung zur Internationalen Raumstation (ISS).
- 27. November: Der längste Straßentunnel der Welt, der 24,5 Kilometer lange Lærdaltunnel (Norwegen), wird für den Verkehr freigegeben.
- 28. November: Im Pechtropfenexperiment, das seit dem Jahr 1927 läuft, fällt der achte Tropfen.
- 12. Dezember: In Zwickau wird das August-Horch-Museum gegründet, das die Erinnerung an einen Autopionier und den westsächsischen Automobilbau wachhält.

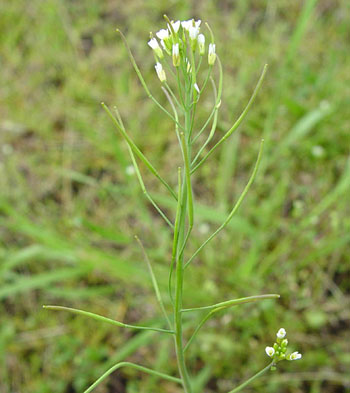
Acker-Schmalwand

- 14. Dezember: Das Genom der in der Forschung oft genutzten Pflanzenart Acker-Schmalwand wurde vollständig sequenziert.
- Das Humangenomprojekt ist vollendet.

### Kultur
- 15. April: Neues Museum Nürnberg wird eröffnet.
- Mai: Erstmaliges Stattfinden der Blauen Nacht in Nürnberg
- 8. Juli: „Harry Potter and the Goblet of Fire“ erscheint mit einer Startauflage von 3,8 Millionen Exemplaren in den USA und 1,5 Millionen Exemplaren in England.
- 14. Oktober: „Harry Potter und der Feuerkelch“ erscheint mit einer Startauflage von einer Million Exemplaren in Deutschland.
- Gründung der Tomáš-Baťa-Universität in Zlín (Tschechien)

#### Musik
- 13. Mai: Die Olsen Brothers gewinnen in Stockholm mit dem Lied Fly on the Wings of Love für Dänemark die 45. Auflage des Eurovision Song Contest.
- 24. Oktober: Linkin Park veröffentlichen ihr Debütalbum Hybrid Theory.
- 5. Dezember: Rage Against the Machine veröffentlichen ihr momentan letztes Album Renegades und trennen sich kurz darauf für sieben Jahre.

Siehe auch: Nummer-eins-Hits 2000 in  Australien, Belgien, Dänemark, Deutschland, Finnland, Frankreich, Irland, Italien, Japan, Kanada, Neuseeland, den Niederlanden, Norwegen, Österreich, Polen, Schweden, der Schweiz, Spanien, Ungarn, den Vereinigten Staaten und im Vereinigten Königreich.

### Religion
- 26. Juni: Das dritte der Drei Geheimnisse von Fátima wird in Rom von Kardinal Joseph Ratzinger und Tarcisio Bertone, dem Sekretär der Kongregation für die Glaubenslehre, publik gemacht.

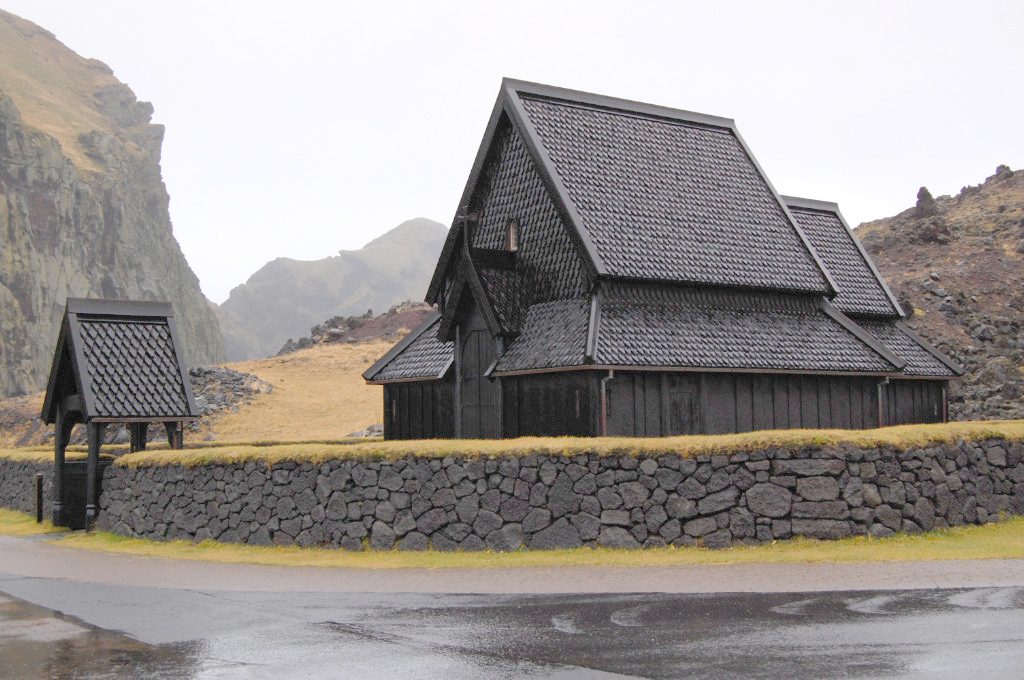
Stabkirche Heimaey

- 30. Juli: Das tausendjährige Jubiläum des Errichtens des ersten Sakralbaus auf Island nimmt Norwegen zum Anlass, dem Inselstaat die Stabkirche Heimaey, einen Nachbau einer mittelalterlichen Stabkirche, zu schenken.
- 20. August: Die Russisch-Orthodoxe Kirche spricht in der Moskauer Christ-Erlöser-Kathedrale Zar Nikolaus II., seine Frau und seine Kinder wegen ihres Märtyrertodes heilig.
- 26. November: Papst Johannes Paul II. verkündet das Grundgesetz des Staates der Vatikanstadt, das ab 22. Februar 2001 die bisherige Verfassung aus dem Jahr 1929 ablöst.

### Sport
Einträge von Leichtathletik-Weltrekorden siehe unter der jeweiligen Disziplin unter Leichtathletik.
- 12. März bis 22. Oktober: Austragung der 51. Formel-1-Weltmeisterschaft
- 16. März: Der Formel-1-Rennstall Benetton Formula wird für 120 Millionen US-Dollar verkauft und geht nach Ende der Rennsaison 2001 im Renault-F1-Team auf.
- 18. März: Wladimir Klitschko gewinnt seinen Boxkampf gegen Paea Wolfgramm in der Sporthalle Hamburg in Hamburg, Deutschland, durch K. o.
- 19. März bis 29. Oktober: Austragung der 52. FIM-Motorrad-Straßenweltmeisterschaft
- 1. April: Vitali Klitschko verliert seinen Boxkampf gegen Chris Byrd im Estrel Convention Center, Berlin, Deutschland, durch technischen K. o.
- 20. April: Im Finale des Basketball-Europacups der Landesmeister besiegt Panathinaikos Athen Maccabi Tel Aviv mit 73:67 und holt somit zum zweiten Mal diesen Titel.
- 26. April: Die Fußballnationalelf des 1994 in Andorra gegründeten Verbandes feiert ihren ersten internationalen Erfolg mit einem 2:0 über die Belarussische Fußballnationalmannschaft.
- 29. April: Wladimir Klitschko gewinnt seinen Boxkampf gegen David Bostice im Madison Square Garden, New York, USA, durch technischen K. o.
- 29. April: Lennox Lewis gewinnt seinen Boxkampf und Weltmeistertitel im Schwergewicht gegen Michael Grant im Madison Square Garden, New York, USA, durch K. o.
- 17. Mai: Galatasaray Istanbul gewinnt im UEFA-Cup-Finale in Kopenhagen gegen den FC Arsenal im Elfmeterschießen 4:1.
- 2. Juni: Der Weber Cup, ein jährlich stattfindendes Bowlingturnier zwischen den USA und Europa, wird erstmals ausgetragen. Die USA gewinnen mit 18:11.
- 10. Juni: Im Eröffnungsspiel der elften Fußball-Europameisterschaft 2000, die mit Belgien und den Niederlanden erstmals zwei Gastgeber hat, gewinnt die belgische Mannschaft in Brüssel gegen Schweden mit 2:1.
- 26. Juni: Bangladesch wird Full Member des International Cricket Council (ICC).
- 2. Juli: Frankreich wird in Rotterdam Fußball-Europameister durch ein 2:1 n. V. gegen Italien.
- 15. Juli: Lennox Lewis gewinnt seinen Boxkampf und Weltmeistertitel im Schwergewicht gegen Francois Botha in der London Arena, London, Großbritannien, durch technischen K. o.
- 15. September bis 1. Oktober: Die XXVII. Olympischen Sommerspiele finden in Sydney, Australien statt.
- 7. Oktober: Im Londoner Wembley-Stadion findet das letzte Fußballspiel vor dem Stadionabriss statt. Mit Dietmar Hamann endet beim deutschen 1:0-Sieg gegen England die Reihe aller Torschützen im alten Stadion.
- 8. Oktober: Dem Slowenen Davo Karničar gelingt als erstem Menschen die vollständige Skiabfahrt vom Mount Everest.
- Michael Schumacher wird zum ersten Mal Formel-1-Weltmeister mit Ferrari. Dies entspricht seinem insgesamt dritten WM-Titel.
- 14. Oktober: Wladimir Klitschko gewinnt seinen Boxkampf gegen Chris Byrd durch einen Punktesieg.
- 15. Oktober: Kenny Roberts jr. (USA) auf Suzuki gewinnt den Motorrad-Grand-Prix von Japan und wird neuer Weltmeister in der Klasse bis 500 cm³ der Motorrad-Weltmeisterschaft.
- 4. November: Garri Kasparow verliert nach fünfzehn Jahren den klassischen Schachweltmeistertitel an Wladimir Kramnik.
- 11. November: Lennox Lewis gewinnt seinen Boxkampf und Weltmeistertitel im Schwergewicht gegen David Tua in Mandalay Bay, Las Vegas, Nevada, USA, durch Sieg nach Punkten.

### Katastrophen
Kleinere Unglücksfälle sind in den Unterartikeln von Katastrophe und in der Liste von Katastrophen aufgeführt.
- 30. Januar: Dammbruch einer Absetzanlage in Baia Mare (Rumänien), der eine schwere Umweltkatastrophe zur Folge hat.
- 30. Januar: Auf dem Kenya-Airways-Flug 431 stürzt ein Airbus A310 der Kenya Airways nach dem Start in Abidjan vor der Elfenbeinküste in den Atlantik. Von den 179 an Bord befindlichen Personen kommen 169 um ihr Leben.
- 23. Februar: Mosambik versinkt im Wasser, mehr als eine Million Menschen sind vom Hochwasser betroffen, es gibt Hunderte Tote. (siehe Hochwasser in Mosambik 2000)
- 19. April: Insel Samal, Philippinen. Eine Boeing 737 stürzt während des Landeanflugs ca. 6 Kilometer vor der Start- und Landebahn ab. Alle 131 Personen an Bord sterben.
- 13. Mai: Eine Explosion in einer Feuerwerksfabrik zerstört Teile der Stadt Enschede.
- 4. Juni: Ein Erdbeben der Stärke 7,9 auf Sumatra, Indonesien, 103 Tote.
- 25. Juli: Bei dem Absturz einer französischen Concorde bei Paris kommen 113 Menschen ums Leben. Air France stellt daraufhin den Flugbetrieb mit der Concorde ein, die britische Luftfahrtbehörde entzieht der Concorde die Bescheinigung der Flugtauglichkeit, die sie erst nach zahlreichen Konstruktionsänderungen wieder erlangt.
- 12. August: Untergang des russischen U-Boots Kursk, 118 Tote
- 23. August: Oman. Absturz eines Airbus A320 der Gulf Air während des Landeanflugs ca. 3 Kilometer vor der Start- und Landebahn. Alle 143 Menschen an Bord sterben.
- 11. November: Bei der Brandkatastrophe der Gletscherbahn Kaprun 2 in Österreich sterben in einem Tunnel 155 Menschen.

## Geboren

### Januar
- 01. Januar: Nicolas Kühn, deutscher Fußballspieler
- 03. Januar: Leandro Barreiro, luxemburgischer Fußballspieler
- 05. Januar: Yari Montella, italienischer Motorradrennfahrer
- 06. Januar: Fiete Arp, deutscher Fußballspieler
- 06. Januar: Rhys Breen, schottischer Fußballspieler
- 06. Januar: Mohamed Camara, malischer Fußballspieler
- 06. Januar: Iker Lecuona, spanischer Motorradrennfahrer
- 08. Januar: Noah Cyrus, US-amerikanische Schauspielerin
- 08. Januar: Jannyk Wissmann, deutscher Handballspieler
- 11. Januar: Jamie Bick, deutsche Schauspielerin
- 11. Januar: Marrit Steenbergen, niederländische Schwimmerin
- 13. Januar: Iacopo Leonesio, italienischer Biathlet
- 14. Januar: Jonathan David, kanadisch-haitianischer Fußballspieler
- 14. Januar: Marcel Zylla, polnisch-deutscher Fußballspieler
- 16. Januar: Hugo Desgrippes, französischer Skirennläufer
- 17. Januar: Devlin DeFrancesco, kanadisch-italienischer Automobilrennfahrer
- 17. Januar: Luke Jager, US-amerikanischer Skilangläufer
- 17. Januar: Nathan Rafferty, nordirischer Dartspieler
- 18. Januar: Zeb Powell, US-amerikanischer Snowboarder
- 20. Januar: Roman Benecký, tschechischer Dartspieler
- 20. Januar: Mike Singer, deutscher Popsänger und Songwriter
- 22. Januar: Lukas Pinckert, deutscher Fußballspieler
- 22. Januar: Laura Thorn, luxemburgische Sängerin
- 25. Januar: Ji'Ayir Brown, US-amerikanischer American-Football-Spieler
- 25. Januar: Remco Evenepoel, belgischer Radrennfahrer
- 25. Januar: Rio Waida, indonesischer Surfer
- 26. Januar: Ester Expósito, spanische Schauspielerin
- 27. Januar: Marte Monsen, norwegische Skirennläuferin
- 28. Januar: Nicole Maurer, kanadische Skispringerin
- 28. Januar: Dušan Vlahović, serbischer Fußballspieler
- 29. Januar: Robin Hranáč, tschechischer Fußballspieler
- 31. Januar: Julián Álvarez, argentinischer Fußballspieler

### Februar
- 02. Februar: Andrea Guo, österreichische Schauspielerin
- 02. Februar: Tomáš Mikyska, tschechischer Biathlet
- 04. Februar: Vincent Thill, luxemburgischer Fußballspieler
- 07. Februar: Kira Lipperheide, deutsche Bobfahrerin

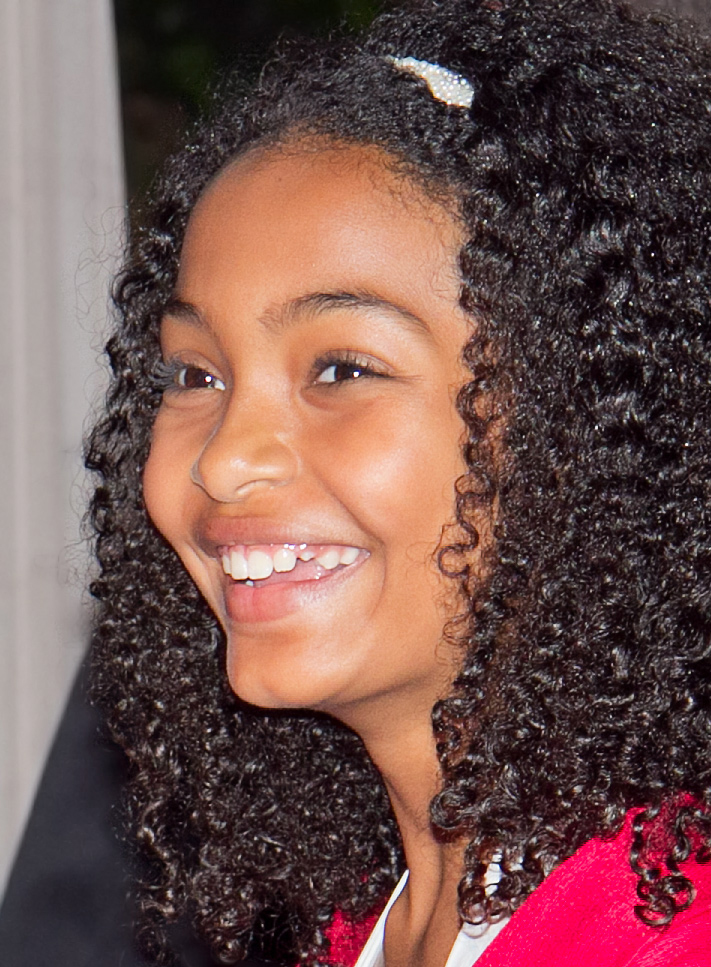
Yara Shahidi (2011)

- 10. Februar: Yara Shahidi, iranisch-US-amerikanische Schauspielerin
- 13. Februar: Vitinha, portugiesischer Fußballspieler
- 15. Februar: Yannik Keitel, deutscher Fußballspieler
- 16. Februar: Yan Bingtao, chinesischer Snookerspieler
- 16. Februar: Carlos Yulo, philippinischer Turner
- 16. Februar: Luís Lopes, kapverdisch-portugiesischer Fußballspieler
- 16. Februar: Julia Mrozinski, deutsche Schwimmerin
- 16. Februar: Lena Urzendowsky, deutsche Schauspielerin
- 17. Februar: Toni Vidmar, slowenischer Biathlet
- 18. Februar: Giacomo Raspadori, italienischer Fußballspieler
- 20. Februar: Andrea Cambiaso, italienischer Fußballspieler
- 20. Februar: Vincent Bonacci, US-amerikanischer Biathlet
- 20. Februar: Josh Sargent, US-amerikanischer Fußballspieler
- 22. Februar: Adrian Stanilewicz, polnisch-deutscher Fußballspieler
- 23. Februar: Arantxa Lancho, deutsche Skispringerin
- 25. Februar: Lara Mechnig, liechtensteinische Synchronschwimmerin
- 26. Februar: Matthew Bergeron, kanadischer American-Football-Spieler
- 26. Februar: Yeat, US-amerikanischer Rapper, Singer-Songwriter und Musikproduzent
- 28. Februar: Moise Kean, italienischer Fußballspieler
- 29. Februar: Jesper Lindstrøm, dänischer Fußballspieler

### März
- 01. März: Niklas Hartweg, Schweizer Biathlet
- 01. März: Ahmed Kutucu, türkisch-deutscher Fußballspieler
- 02. März: Marco Frigo, italienischer Radrennfahrer
- 03. März: Johannes Berzl, deutscher Schauspieler
- 03. März: Kim Heiduk, deutscher Radrennfahrer
- 04. März: Zhang Boheng, chinesischer Turner
- 06. März: Iwet Goranowa, bulgarische Karateka
- 05. März: Jack Aitchison, schottischer Fußballspieler
- 07. März: Daniels Ontužāns, lettischer Fußballspieler
- 08. März: Keyvan Andres Soori, deutsch-iranischer Automobilrennfahrer
- 08. März: Jonas David, deutscher Fußballspieler
- 08. März: Viktor Đerek, kroatischer Fotograf und Menschenrechtsaktivist
- 08. März: Pjotr Dielen, belgischer Biathlet
- 10. März: Ren Mikase, japanische Skispringerin
- 10. März: David Zingerle, italienischer Biathlet
- 12. März: Alessandro Plizzari, italienischer Fußballspieler
- 12. März: Søren Wærenskjold, norwegischer Radrennfahrer
- 14. März: Gregory Kuisch, niederländischer Fußballspieler
- 21. März: Jace Norman, US-amerikanischer Schauspieler
- 21. März: Anda Upīte, lettische Rennrodlerin
- 22. März: Anna Ermakova, britisches Model
- 22. März: Lina Keller, deutsche Kinderdarstellerin
- 23. März: Anton Borodatschow, russischer Fechter
- 23. März: Kirill Borodatschow, russischer Fechter

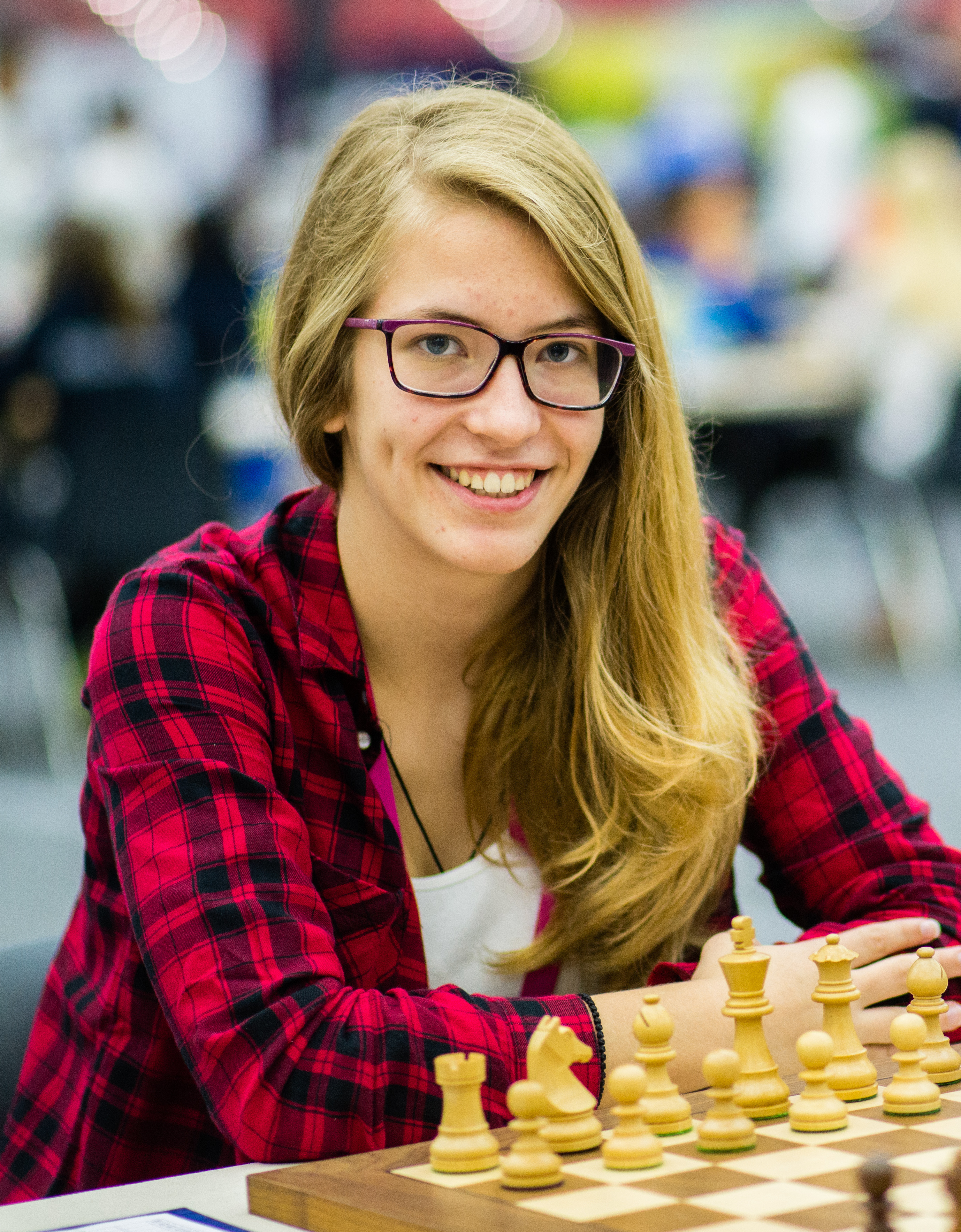
Stavroula Tsolakidou (2016)

- 24. März: Muhammed Ali Bedir, türkischer Skispringer
- 24. März: Stavroula Tsolakidou, griechische Schachspielerin
- 25. März: Jadon Sancho, englischer Fußballspieler
- 26. März: Nina Derwael, belgische Turnerin
- 26. März: Emily Schöpf, österreichische Skirennläuferin
- 27. März: Choi Yu-jung, südkoreanische Eishockeyspielerin
- 27. März: Ewan Henderson, schottischer Fußballspieler
- 27. März: Sophie Nélisse, kanadische Schauspielerin
- 28. März: Anna Hoffmann, US-amerikanische Skispringerin
- 28. März: Zada Salihović, deutsche Politikerin (Die Linke), MdB
- 28. März: Aleyna Tilki, türkische Popsängerin
- 31. März: Elias Abouchabaka, deutscher Fußballspieler

### April
- 02. April: Biniam Girmay, eritreischer Radrennfahrer
- 02: April: Maylis Roßberg, deutsche Politikerin
- 04. April: Malte Stefansson, schwedischer Biathlet
- 05. April: Ayush Mahesh Khedekar, indischer Schauspieler
- 05. April: Martin Marcellusi, italienischer Radrennfahrer
- 06. April: CJ Adams, US-amerikanischer Schauspieler
- 06. April: Olivier Deman, belgischer Fußballspieler
- 09. April: Jackie Evancho, US-amerikanische Mezzosopranistin
- 11. April: Morgan Lily, US-amerikanische Schauspielerin
- 11. April: Adrian Robinson, botswanischer Schwimmer
- 12. April: Suzanna von Nathusius, polnische Schauspielerin
- 13. April: Sascha Risch, deutscher Fußballspieler
- 15. April: Lily Pilblad, US-amerikanische Schauspielerin
- 17. April: Maurice Conrad, deutscher Klimaschutzaktivist und Politiker
- 21. April: Alex Cochrane, englischer Fußballspieler
- 21. April: Adrian Ililau, palauischer Leichtathlet
- 23. April: Oscar Lombardot, französischer Biathlet
- 25. April: Tarik Abdi, bulgarischer Eishockeyspieler
- 25. April: Pascal Rupprecht, deutscher Dartspieler
- 27. April: David Beckmann, deutscher Automobilrennfahrer
- 27. April: Emma Forchel, deutsche Schauspielerin
- 28. April: Anni Kärävä, finnische Freestyle-Skierin
- 30. April: Timur Irekowitsch Boguslawski, russischer Autorennfahrer

### Mai
- 01. Mai: Mareike Braun, deutsche Biathletin
- 03. Mai: Meira Durand, deutsche Schauspielerin
- 04. Mai: Agustín Urzi, argentinischer Fußballspieler
- 06. Mai: Ilia Gruev, bulgarisch-deutscher Fußballspieler
- 08. Mai: Marie Reim, deutsche Schlagersängerin
- 08. Mai: Sandro Tonali, italienischer Fußballspieler
- 09. Mai: Rémi Broutier, französischer Biathlet
- 09. Mai: Juri Knorr, deutscher Handballspieler
- 11. Mai: Yuki Tsunoda, japanischer Automobilrennfahrer
- 12. Mai: Desiree Di Benedetto, italienische Schachspielerin
- 13. Mai: Mats Øverby, norwegischer Biathlet
- 14. Mai: Ilan Van Wilder, belgischer Radrennfahrer
- 16. Mai: Tim Georgi, deutscher Motorradrennfahrer
- 16. Mai: Theo Evan, griechisch-zyprischer Sänger
- 17. Mai: George Colțea, rumänischer Biathlet
- 17. Mai: Kim Gubser, Schweizer Freestyle-Skier
- 17. Mai: Matěj Kovář, tschechischer Fußballspieler
- 20. Mai: Tim Latteier, deutscher Fußballspieler
- 23. Mai: Greta Bohacek, deutsche Kinderdarstellerin
- 23. Mai: Felipe Drugovich, brasilianischer Automobilrennfahrer
- 24. Mai: Leonard Fuchs, deutscher Schauspieler
- 25. Mai: Berke Özer, türkischer Fußballspieler
- 26. Mai: Hannah Neise, deutsche Skeletonpilotin
- 27. Mai: Jade Carey, US-amerikanische Turnerin
- 29. Mai: Berkin Usta, türkischer Skirennläufer († 2025)
- 30. Mai: Jared S. Gilmore, US-amerikanischer Schauspieler
- 30. Mai: Vetle Paulsen, norwegischer Biathlet
- 31. Mai: Fjodor Gorst, russischer Poolbillardspieler
- 31. Mai: Tereza Voborníková, tschechische Biathletin

### Juni
- 01. Juni: Ludovit Reis, niederländisch-slowakischer Fußballspieler
- 01. Juni: Willow Shields, US-amerikanische Schauspielerin
- 02. Juni: László Tóth, ungarischer Automobilrennfahrer
- 05. Juni: Pierre Kalulu, französischer Fußballspieler
- 12. Juni: Luis Lehnert, deutscher Nordischer Kombinierer
- 15. Juni: Lukas Tulovic, deutscher Motorradrennfahrer
- 15. Juni: Victor Steeman, niederländischer Motorradrennfahrer († 2022)
- 18. Juni: Hans Nicolussi, italienischer Fußballspieler
- 19. Juni: Sydney Lohmann, deutsche Fußballspielerin
- 21. Juni: Lisa Antl, deutsche Handballspielerin
- 21. Juni: Dante Polvara, US-amerikanischer Fußballspieler
- 22. Juni: Åsne Skrede, norwegische Biathletin
- 24. Juni: Anastassija Kirpitschnikowa, russisch-französische Schwimmerin
- 24. Juni: Nehuén Pérez, argentinischer Fußballspieler
- 26. Juni: Alessia Crippa, italienische Skeletonpilotin
- 26. Juni: Wessel Nijman, niederländischer Dartspieler
- 27. Juni: Alina Piltschuk, belarussische Biathletin
- 29. Juni: Lina Alsmeier, deutsche Volleyballspielerin
- 29. Juni: Stefano Russo, deutscher Fußballspieler
- 30. Juni: Calan Williams, australischer Automobilrennfahrer

### Juli

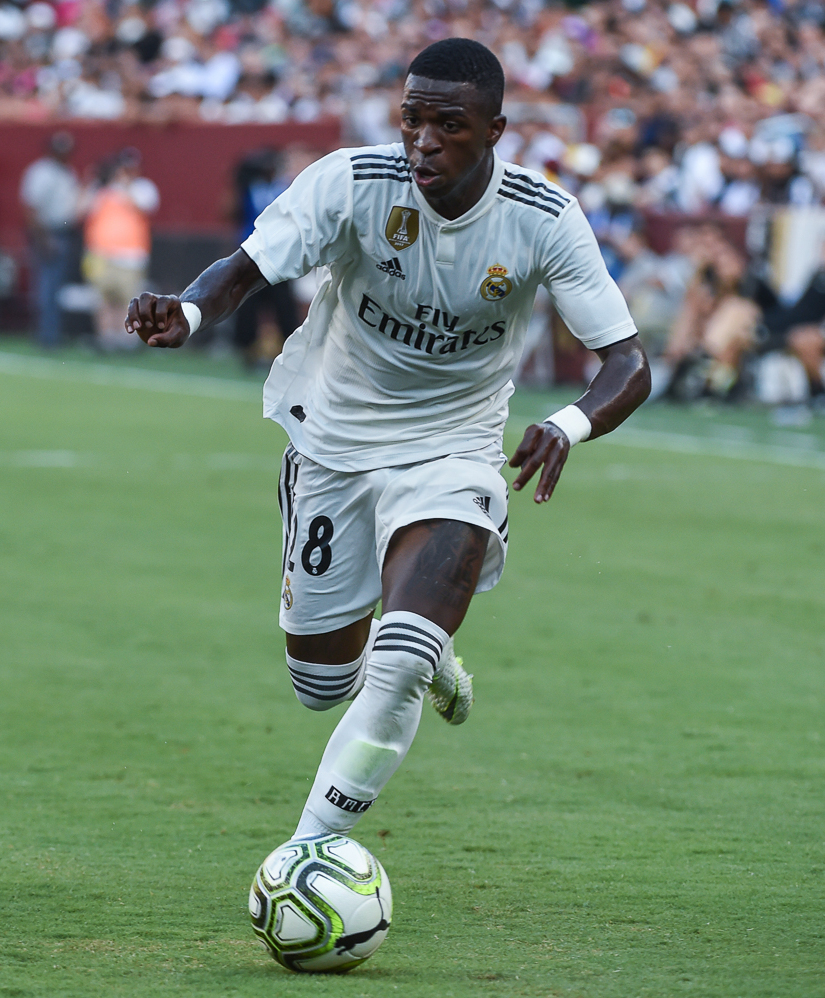
Vinícius Júnior (2018)

- 01. Juli: Marco Carnesecchi, italienischer Fußballspieler
- 01. Juli: Luca Moroni Jr., italienischer Schachgroßmeister
- 04. Juli: Osaze Urhoghide, englischer Fußballspieler
- 04. Juli: Jack MacKenzie, schottischer Fußballspieler
- 05. Juli: Jonas Neffin, deutscher Eishockeytorwart
- 06. Juli: Sébastien Baud, französischer Autorennfahrer
- 06. Juli: Paula Rakijašić, kroatische Leichtathletin
- 07. Juli: Mercedes Jadea Diaz, deutsche Kinderdarstellerin
- 11. Juli: Niko Springer, deutscher Dartspieler
- 12. Juli: Iver Hexeberg, norwegischer Telemarker
- 12. Juli: Vinícius Júnior, brasilianischer Fußballspieler
- 13. Juli: Cedric Meissner, deutscher Tischtennisspieler
- 15. Juli: Paulinho, brasilianischer Fußballspieler
- 15. Juli: Vivien Sczesny, deutsche Schauspielerin
- 17. Juli: Nico Liersch, deutscher Schauspieler
- 17. Juli: Roven Vogel, deutscher Schachspieler
- 19. Juli: David Čolina, kroatischer Fußballspieler
- 20. Juli: Jessic Ngankam, deutsch-kamerunischer Fußballspieler
- 21. Juli: Erling Haaland, norwegischer Fußballspieler
- 21. Juli: Jens Lurås Oftebro, norwegischer Nordischer Kombinierer
- 21. Juli: Kristýna Otcovská, tschechische Biathletin
- 22. Juli: Anna-Karin Heijdenberg, schwedische Biathletin
- 23. Juli: Derya Flechtner, deutsche Synchronsprecherin und Schauspielerin
- 26. Juli: Madison Hoffman, australische Skirennläuferin
- 26. Juli: Lataisi Mwea, kiribatischer Leichtathlet
- 27. Juli: Mária Remeňová, slowakische Biathletin
- 27. Juli: Zuzana Remeňová, slowakische Biathletin
- 28. Juli: Mero, deutscher Rapper
- 29. Juli: Marcus Armstrong, neuseeländischer Automobilrennfahrer
- 29. Juli: Lino Facioli, österreichischer Schauspieler
- 29. Juli: Jack Sanborn, US-amerikanischer American-Football-Spieler
- 30. Juli: Laura Müller, deutsches It-Girl und Reality-Show-Teilnehmerin
- 31. Juli: Kim Sae-ron, südkoreanische Schauspielerin († 2025)

### August
- 01. August: Jaden Bojsen, deutscher Schauspieler und Sänger
- 01. August: Katharina Ellmauer, österreichische Skispringerin
- 03. August: Tony Arbolino, italienischer Motorradrennfahrer
- 03. August: Landry Bender, US-amerikanische Schauspielerin
- 03. August: Lukas Alexander von Horbatschewsky, deutscher Schauspieler
- 04. August: Gabbie Carter, US-amerikanische Pornodarstellerin
- 04. August: Autumn Falls, US-amerikanische Pornodarstellerin
- 07. August: Nyamekye Awortwie-Grant, deutscher Fußballspieler
- 07. August: David Jurásek, tschechischer Fußballspieler
- 07. August: Lucie-Marie Kretzschmar, deutsche Handballspielerin
- 08. August: Félix Auger-Aliassime, kanadischer Tennisspieler
- 08. August: Fabian Grischkat, deutscher Webvideoproduzent, Moderator und Klimaaktivist
- 09. August: Marta García, spanische Automobilrennfahrerin
- 09. August: David Huddleston, bulgarischer Turner
- 10. August: Jüri Vips, estnischer Automobilrennfahrer
- 13. August: Léa Mariage, deutsche Synchronsprecherin
- 15. August: Franklyn Aunitz, deutscher Basketballspieler
- 16. August: Hilma Lövblom, schwedische Skirennläuferin
- 17. August: César Beauvais, belgisch-französischer Biathlet
- 17. August: Lil Pump, US-amerikanischer Rapper und Songwriter
- 17. August: Hrvoje Smolčić, kroatischer Fußballspieler
- 20. August: Fátima Ptacek, US-amerikanische Schauspielerin und Model
- 23. August: Borjana Kalejn, bulgarische Rhythmische Sportgymnastin
- 24. August: Lisann Kaut, deutsche Fußballspielerin
- 24. August: Lewis Miller, australischer Fußballspieler
- 24. August: Ben Paton, kanadischer Fußballspieler
- 25. August: Nicki Nicole, argentinische Rapperin und Sängerin
- 26. August: Filippo Baroncini, italienischer Radrennfahrer
- 26. August: Ethan Vernon, britischer Radrennfahrer
- 31. August: Kirill Bauer, kasachischer Biathlet
- 31. August: Angel Gomes, englisch-portugiesischer Fußballspieler

### September
- 02. September: Lisa Grill, österreichische Skirennläuferin
- 03. September: Ashley Boettcher, US-amerikanische Schauspielerin
- 04. September: Sergio Gómez, spanischer Fußballspieler
- 04. September: Jayden Richardson, englischer Fußballspieler
- 05. September: Benjamin Ritchie, US-amerikanischer Skirennläufer
- 06. September: Camille Bened, französische Biathletin
- 08. September: Alvar Goetze, deutscher Schauspieler
- 08. September: Hakan Salt, türkischer Eishockeyspieler
- 09. September: Rabbi Matondo, walisischer Fußballspieler
- 11. September: Ben Healy, irischer Radrennfahrer
- 12. September: Wladislaw Mylnikow, russischer Fechter
- 13. September: Emmy Kristiansen, norwegische Sängerin
- 14. September: Caroline Cousin, deutsche Schauspielerin
- 14. September: Twenty4Tim (bürgerlich: Tim Maximilian Kampmann), deutscher Influencer und Sänger
- 14. September: Gianna Rackow, deutsche Fußballspielerin
- 16. September: Ebrima Buaro, gambischer Schwimmer
- 18. September: Marius Mayrhofer, deutscher Radrennfahrer
- 20. September: Ilaria Ghisalberti, italienische Skirennläuferin
- 20. September: Mathias Jørgensen, dänischer Fußballspieler
- 21. September: Florian Lipowitz, deutscher Radrennfahrer
- 22. September: Kush Maini, indischer Automobilrennfahrer
- 24. September: Alexandro Bernabei, argentinischer Fußballspieler
- 24. September: Wladislaw Kirejew, kasachischer Biathlet
- 26. September: Mattias Skjelmose Jensen, dänischer Radrennfahrer
- 27. September: Max Burkhart, deutscher Skirennläufer († 2017)
- 29. September: Amy Baserga, Schweizer Biathletin
- 29. September: Tim Fleischer, deutscher Eishockeyspieler
- 29. September: Benita Peiffer, kanadische Biathletin
- 30. September: Beatrice Trabucchi, italienische Biathletin

### Oktober
- 1. Oktober: Kalle Rovanperä, finnischer Rallyefahrer
- 01. Oktober: Jonathan Milan, italienischer Radrennfahrer
- 04. Oktober: Jaume Masiá, spanischer Motorradrennfahrer
- 04. Oktober: Ayumu Sasaki, japanischer Motorradrennfahrer
- 06. Oktober: Zoë Më, Schweizer Sängerin
- 06. Oktober: Addison Rae, US-amerikanische Influencerin, Tänzerin, Schauspielerin und Sängerin
- 09. Oktober: Masaharu Yamamoto, japanischer Biathlet und Skilangläufer
- 10. Oktober: Felix Nmecha, deutsch-englischer Fußballspieler
- 11. Oktober: Hayden Byerly, US-amerikanischer Schauspieler
- 11. Oktober: Neele Marie Nickel, deutsche Schauspielerin
- 12. Oktober: Maksim Fomin, litauischer Biathlet
- 13. Oktober: Rahmat Abdullah, indonesischer Gewichtheber
- 14. Oktober: Arthur Leclerc, monegassischer Automobilrennfahrer
- 15. Oktober: Maren Tellenbröker, deutsche Fußballspielerin
- 18. Oktober: Sophie Thatcher, US-amerikanische Schauspielerin
- 25. Oktober: Dominik Szoboszlai, ungarischer Fußballspieler
- 30. Oktober: Jeffery Xiong, US-amerikanischer Schachgroßmeister
- 31. Oktober: Willow Smith, US-amerikanische Schauspielerin

### November

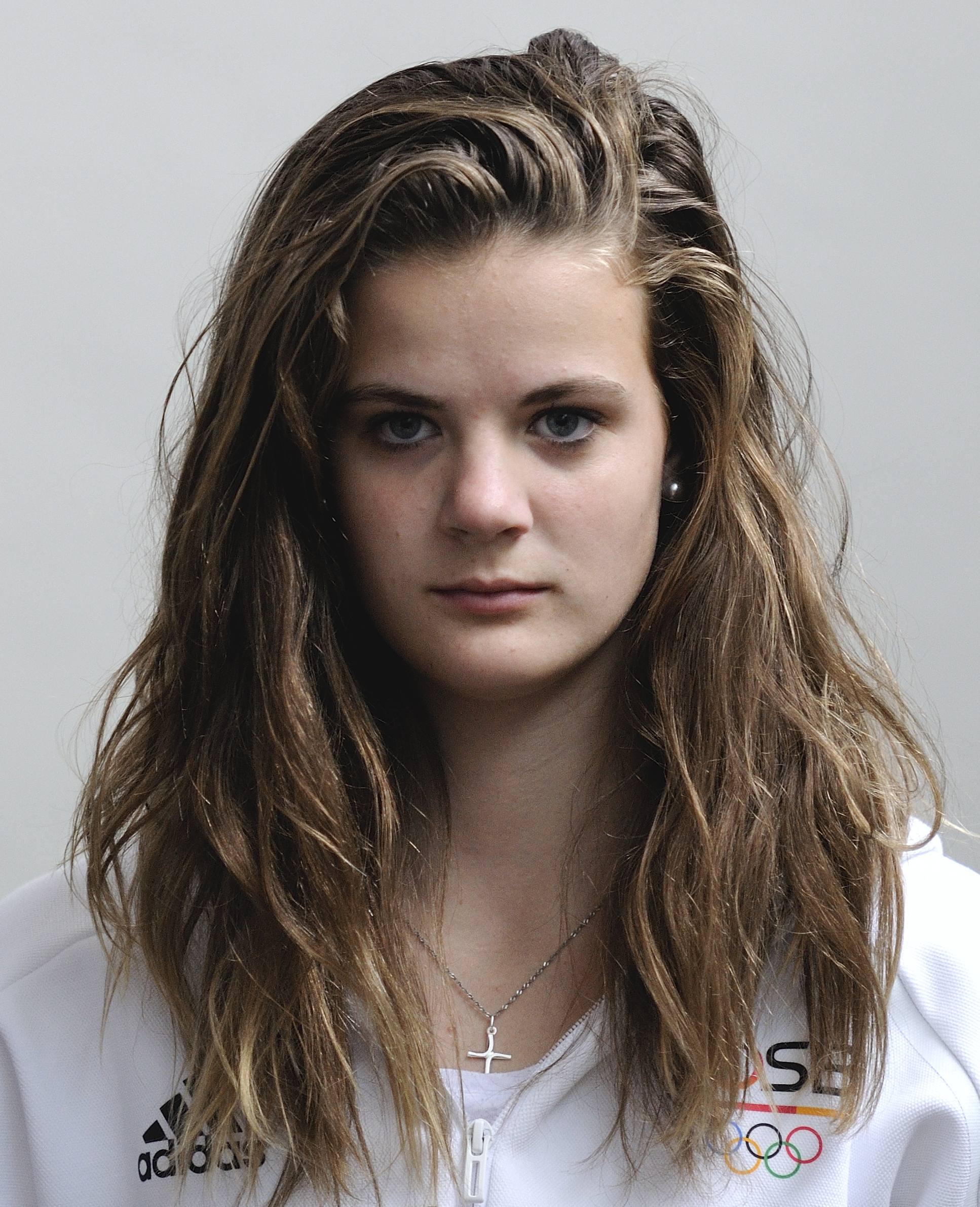
Elena Wassen (2016)

- 01. November: Elena Wassen, deutsche Wasserspringerin
- 02. November: Alphonso Davies, kanadisch-liberianischer Fußballspieler
- 05. November: Yuval Raphael, israelische Sängerin
- 06. November: Megan Gilkes, kanadische Automobilrennfahrerin
- 06. November: Oliver Rasmussen, dänischer Automobilrennfahrer
- 07. November: Callum Hudson-Odoi, englisch-ghanaischer Fußballspieler
- 08. November: Toby Romeo, österreichischer DJ und Musikproduzent
- 08. November: Jasmine Thompson, britische Sängerin
- 09. November: Fabiano Parisi, italienischer Fußballspieler
- 10. November: Mackenzie Foy, US-amerikanische Schauspielerin
- 10. November: Max Kulke, deutscher Fußballspieler
- 13. November: Sydney Agudong, US-amerikanische Schauspielerin und Musikerin
- 13. November: Jon Sallinen, finnischer Freestyle-Skier
- 15. November: Coco Grayson, US-amerikanische Schauspielerin
- 19. November: Jean-Baptiste Simmenauer, französischer Autorennfahrer
- 20. November: Austin Samuels, englischer Fußballspieler
- 20. November: Connie Talbot, britische Sängerin
- 21. November: Junior Dina Ebimbe, französisch-kamerunischer Fußballspieler
- 21. November: Matt O’Riley, englisch-dänischer Fußballspieler
- 21. November: Dārta Zunte, lettische Skeletonfahrerin
- 24. November: Daniel Kalajdžić, österreichischer Fußballspieler
- 26. November: Dorottya Gajdos, ungarische Handballspielerin
- 26. November: Tali Golergant, luxemburgische Sängerin
- 26. November: Anna Alexandrowna Kostylewa, russische Billardspielerin
- 27. November: Ogechika Heil, deutscher Fußballspieler
- 28. November: Lars Kindlimann, Schweizer Skispringer
- 28. November: Luca Philipp, deutscher Fußballtorhüter
- 29. November: Yann Aurel Bisseck, deutsch-kamerunischer Fußballspieler

### Dezember
- 01. Dezember: Sophia Flörsch, deutsche Automobilrennfahrerin
- 03. Dezember: Greta Martinelli, italienische Ruderin
- 05. Dezember: Irina Borissowa, russische Badmintonspielerin
- 06. Dezember: Nicolás Varrone, argentinischer Autorennfahrer
- 09. Dezember: Otto Invenius, finnischer Biathlet
- 10. Dezember: Levent Mercan, deutscher Fußballspieler
- 10. Dezember: Jeremie Frimpong, niederländischer Fußballspieler
- 11. Dezember: Florent Hoti, kosovarisch-englischer Fußballspieler
- 11. Dezember: Simon Pytlick, dänischer Handballspieler
- 11. Dezember: Josha Vagnoman, deutscher Fußballspieler
- 13. Dezember: Simona Waltert, Schweizer Tennisspielerin
- 14. Dezember: Marion Oberhofer, italienische Rennrodlerin
- 14. Dezember: Jule-Marleen Schuck, deutsche Schauspielerin
- 14. Dezember: Daryna Sirantschuk, ukrainische Poolbillardspielerin
- 16. Dezember: Richard Verschoor, niederländischer Automobilrennfahrer
- 17. Dezember: Miriana Conte, maltesische Sängerin
- 22. Dezember: Tünde Bornemisza, österreichische Sängerin
- 22. Dezember: Charlie Dean, englische Cricketspielerin
- 22. Dezember: Thea Sofie Kleven, norwegische Skispringerin († 2018)
- 22. Dezember: Kinga Rajda, polnische Skispringerin
- 23. Dezember: Clément Novalak, französisch-schweizerischer Automobilrennfahrer
- 24. Dezember: Maria Ludovica Costa, italienische Ruderin
- 24. Dezember: Lucas Plapp, australischer Radrennfahrer
- 24. Dezember: Rusty-Jake Rodriguez, österreichischer Dartspieler
- 26. Dezember: Isac Elliot, finnischer Popsänger
- 26. Dezember: Samuel Sevian, US-amerikanischer Schachgroßmeister
- 27. Dezember: Paul Krohne, deutscher Dartspieler
- 28. Dezember: Frank van den Broek, niederländischer Radrennfahrer
- 28. Dezember: Nicolò Cambiaghi, italienischer Fußballspieler
- 29. Dezember: Sander Vossan Eriksen, norwegischer Skispringer
- 31. Dezember: Logan Sargeant, US-amerikanischer Automobilrennfahrer

### Tag unbekannt
- Can Açıkgöz, deutsch-türkischer Hörbuchsprecher
- Sarah Buchholzer, deutsche Schauspielerin
- Florian Burgkart, deutscher Schauspieler
- Derya Dilber, deutsch-türkische Schauspielerin
- Lilly Charlotte Dreesen, deutsche Schauspielerin
- Joy Ewulu, deutsche Schauspielerin
- Johannes Geller, deutscher Schauspieler
- Henning Jeschke, deutscher Klimaaktivist
- Junis Marlon, deutscher Schauspieler
- Niklas Post, deutscher Schauspieler
- Chantal Schröder, deutsche Kickoboxerin
- Charles Henry Wyson, US-amerikanischer Schauspieler
- Anthony Lexa, britische Schauspielerin und Musikerin

## Gestorben
Dies ist eine Liste der bedeutendsten Persönlichkeiten, die 2000 verstorben sind. Für eine ausführlichere Liste siehe Nekrolog 2000.

### Januar
- 01. Januar: Gerda Paumgarten, österreichische Skirennläuferin (* 1907)
- 02. Januar: Nat Adderley, US-amerikanischer Jazz-Kornettist und -Trompeter (* 1931)
- 02. Januar: Clemens Heselhaus, deutscher Germanist und Literaturwissenschaftler (* 1912)
- 02. Januar: María de las Mercedes de Borbón y Orleans, Mutter des spanischen Königs Juan Carlos I. (* 1910)
- 02. Januar: Patrick O’Brian, britischer Schriftsteller (* 1914)
- 03. Januar: Henry Hammill Fowler, US-amerikanischer Politiker (* 1908)
- 03. Januar: Steffen Mauersberger, deutscher Endurosportler (* 1953)
- 04. Januar: Tom Fears, US-amerikanischer American-Football-Spieler und -Trainer (* 1922)
- 04. Januar: Diether Krebs, deutscher Schauspieler und Kabarettist (* 1947)
- 04. Januar: Reinhard Riegel, deutscher Rechtswissenschaft und Datenschutzexperte (* 1942)
- 05. Januar: Zygmund Przemyslaw Rondomanski, US-amerikanischer Komponist (* 1908)
- 05. Januar: Bernhard Wicki, österreichischer Schauspieler und Filmregisseur (* 1919)
- 06. Januar: Don Martin, US-amerikanischer Cartoonist des MAD-Magazins (* 1931)
- 06. Januar: Anatoli Wassiljewitsch Solowjow, sowjetischer Schauspieler (* 1922)
- 07. Januar: Klaus Wennemann, deutscher Schauspieler (* 1940)
- 08. Januar: Karl Adamek, österreichischer Fußballspieler und -trainer (* 1910)
- 08. Januar: Henry Eriksson, schwedischer Leichtathlet und Olympiasieger (* 1920)
- 08. Januar: Fritz Thiedemann, deutscher Springreiter (* 1918)
- 08. Januar: Herbert Turnauer, österreichischer Industrieller (* 1907)
- 09. Januar: Bruno Zevi, italienischer Architekt, Architekturhistoriker, Autor und Universitätsprofessor (* 1918)
- 10. Januar: John Newland, US-amerikanischer Filmregisseur, Filmproduzent und Drehbuchautor (* 1917)
- 12. Januar: Marc Davis, US-amerikanischer Trickfilmzeichner (* 1913)
- 14. Januar: Meche Barba, mexikanische Schauspielerin und Tänzerin (* 1922)
- 15. Januar: Tadeusz Wroński, polnischer Geiger und Musikpädagoge (* 1915)
- 17. Januar: Carl Forberg, US-amerikanischer Automobilrennfahrer (* 1911)
- 17. Januar: Philip Jones, englischer Trompeter und Gründer des Philip Jones Brass Ensemble (* 1928)
- 18. Januar: Francis Haskell, englischer Kunsthistoriker (* 1928)
- 18. Januar: Margarete Schütte-Lihotzky, österreichische Architektin (* 1897)
- 18. Januar: Sadayoshi Tanabe, ältester Mann der Welt vom 29. April 1999 bis zu seinem Tod (* 1888)
- 19. Januar: Bettino Craxi, italienischer sozialistischer Politiker (* 1934)
- 19. Januar: Hedy Lamarr, österreichische Schauspielerin und Erfinderin (* 1914)
- 19. Januar: G. Ledyard Stebbins, US-amerikanischer Biologe, Botaniker (* 1906)
- 20. Januar: John Donald Abney, US-amerikanischer Jazzpianist (* 1923)
- 23. Januar: Konrad Proll, deutscher Architekt (* 1909)
- 26. Januar: Donald Budge, US-amerikanischer Tennisspieler (* 1915)
- 26. Januar: Liane Hielscher, deutsche Schauspielerin (* 1935)
- 26. Januar: Alfred Elton van Vogt, kanadischer Science-Fiction-Autor (* 1912)
- 27. Januar: Mae Faggs, US-amerikanische Leichtathletin und Olympiasiegerin (* 1932)
- 27. Januar: Friedrich Gulda, österreichischer Pianist und Komponist (* 1930)
- 27. Januar: Jerzy Potz, polnischer Eishockeyspieler und -trainer (* 1953)
- 27. Januar: Ōhara Tomie, japanische Schriftstellerin (* 1912)
- 28. Januar: Hans Winkler, deutscher Maler (* 1919)
- 29. Januar: Thomas Bowles, US-amerikanischer Bariton-Saxophonspieler (* 1926)
- 29. Januar: Heinz Flotho, deutscher Fußballspieler (* 1915)
- 29. Januar: Hannes Schmidhauser, Schweizer Filmschauspieler, Drehbuchautor und Regisseur (* 1926)
- 30. Januar: Tatiana Ahlers-Hestermann, deutsche Textil-, Mosaik- und Glaskünstlerin (* 1919)
- 30. Januar: Jimmy Haggett, US-amerikanischer Country- und Rockabilly-Musiker (* 1928)
- 31. Januar: Martin Benrath, deutscher Schauspieler (* 1926)
- 31. Januar: Gil Kane, lettisch-US-amerikanischer Comiczeichner (* 1926)

### Februar
- 01. Februar: Wilhelm Kümpel, deutscher Domorganist und Kirchenmusikdirektor (* 1920)
- 01. Februar: Jean-François Malle, französischer Autorennfahrer (* 1926)
- 03. Februar: Richard G. Kleindienst, US-amerikanischer Politiker (* 1923)
- 03. Februar: Alla Rakha, indischer Musiker (Tabla) (* 1919)
- 04. Februar: Lothar Alisch, deutscher Politiker (* 1951)
- 04. Februar: Joachim-Ernst Berendt, deutscher Musikjournalist und -kritiker (* 1922)
- 04. Februar: Henry Jaeger, deutscher Schriftsteller (* 1927)
- 04. Februar: Rodrigo Lloreda Caicedo, kolumbianischer Politiker (* 1942)
- 05. Februar: Claude Autant-Lara, französischer Filmregisseur (* 1901)
- 05. Februar: George Koltanowski, belgisch-US-amerikanischer Schachspieler (* 1903)
- 05. Februar: Barbara Pentland, kanadische Komponistin (* 1912)
- 06. Februar: Derrol Lewis Thompson, US-amerikanischer Folksänger (* 1925)
- 06. Februar: Gus Johnson, US-amerikanischer Schlagzeuger (* 1913)
- 06. Februar: Phil Walters, US-amerikanischer Automobilrennfahrer (* 1916)
- 07. Februar: Big Pun, US-amerikanischer Rapper (* 1971)
- 07. Februar: Dave Peverett, englischer Blues- und Hard-Rock-Musiker (* 1943)
- 08. Februar: Sid Abel, kanadischer Eishockeyspieler und -trainer (* 1918)
- 08. Februar: Ion Gheorghe Maurer, rumänischer Politiker (* 1902)
- 08. Februar: Angelika Mechtel, deutsche Schriftstellerin (* 1943)
- 09. Februar: Jewgeni Nikolajewitsch Andrejew, russischer Testpilot und Fallschirmspringer (* 1926)
- 09. Februar: Hans Platschek, deutscher Maler und Publizist (* 1923)
- 10. Februar: Ronald Roseman, US-amerikanischer Oboist, Musikpädagoge und Komponist (* 1933)
- 10. Februar: Androniqi Zengo Antoniu, albanische Malerin (* 1913)
- 11. Februar: Jacqueline Auriol, französische Pilotin, durchbrach als erste Frau die Schallmauer (* 1917)
- 11. Februar: Slim Dortch, US-amerikanischer Country- und Rockabilly-Musiker (* 1921)
- 11. Februar: Lord Kitchener, trinidadischer Komponist und Sänger (* 1922)
- 11. Februar: Dieter Pavlik, deutscher Politiker (* 1935)
- 11. Februar: Jindřich Praveček, tschechischer Dirigent und Komponist (Blasmusik) (* 1909)
- 11. Februar: Roger Vadim, französischer Filmregisseur (* 1928)
- 12. Februar: Jalacy Hawkins, US-amerikanischer Sänger (* 1929)
- 12. Februar: Tom Landry, US-amerikanischer American-Football-Spieler und -Trainer (* 1924)

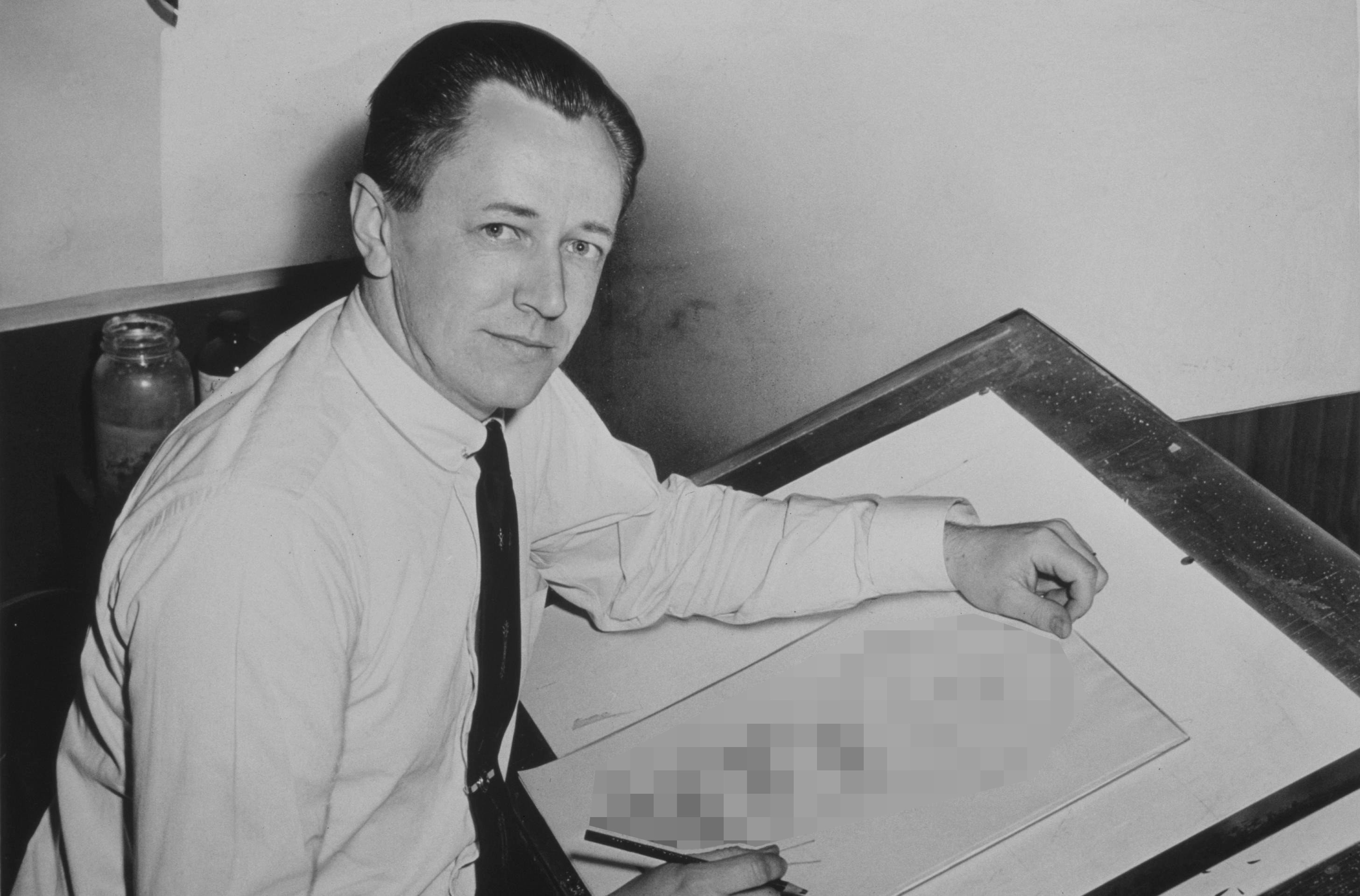
Charles M. Schulz, 1956

- 12. Februar: Charles M. Schulz, amerikanischer Cartoonist und Schöpfer der Peanuts (* 1922)
- 13. Februar: Rudolf Asmus, tschechischer Opernsänger (* 1921)
- 13. Februar: James Cooke Brown, US-amerikanischer Soziologe und Science-Fiction-Autor (* 1921)
- 16. Februar: Hugo Haß, deutscher Generalmajor (* 1912)
- 16. Februar: Lila Kedrova, russische Schauspielerin (* 1909)

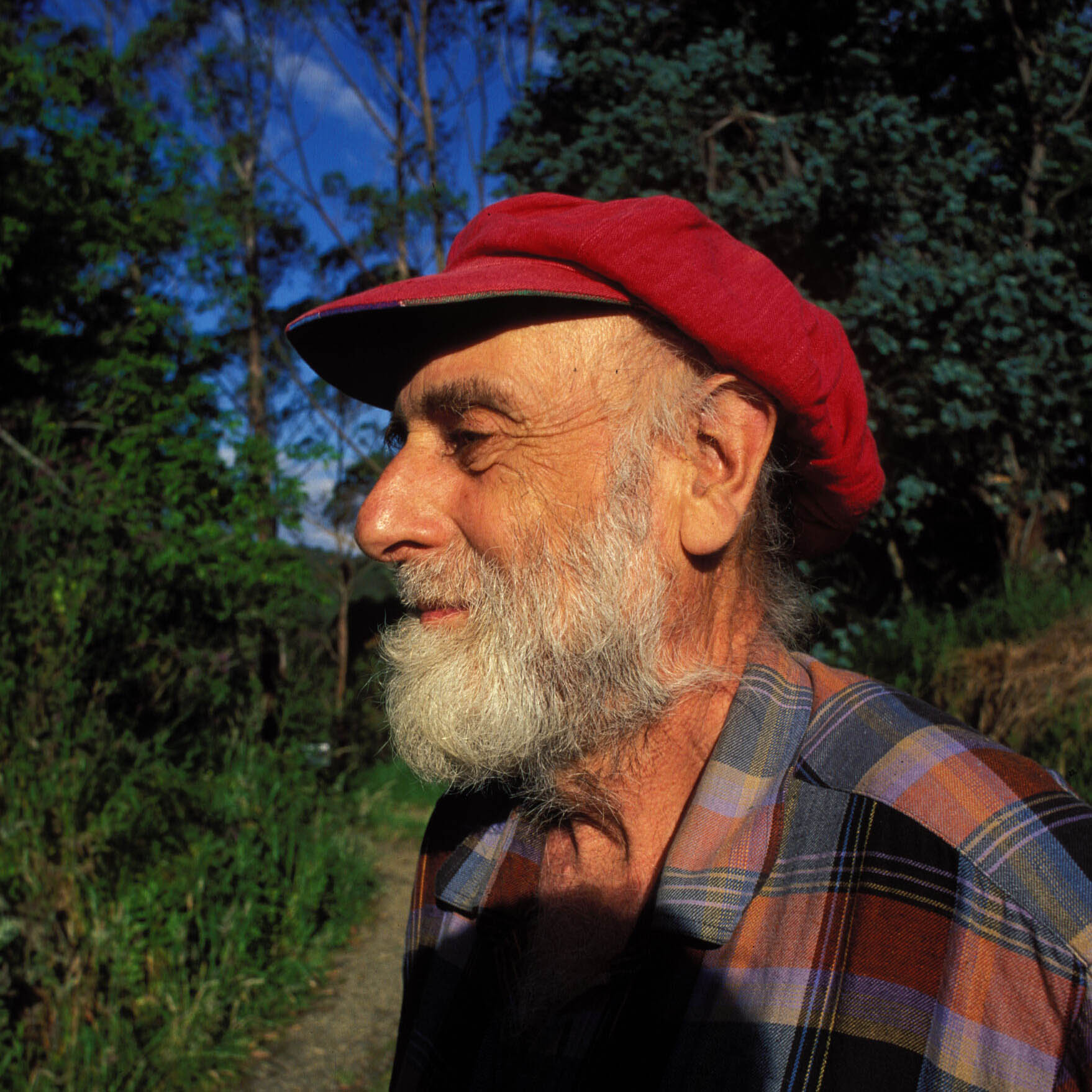
Friedensreich Hundertwasser, 1998

- 19. Februar: Friedensreich Hundertwasser, österreichischer Maler und Architekt (* 1928)
- 19. Februar: Anatoli Alexandrowitsch Sobtschak, russischer Politiker (* 1937)
- 21. Februar: Violet Archer, kanadische Komponistin (* 1913)
- 21. Februar: Constance Cummings-John, sierra-leonische Frauenrechtlerin, Politikerin und Lehrerin (* 1918)
- 22. Februar: Hubert Aratym, österreichischer Maler (* 1926)
- 22. Februar: Antonio Arguedas Mendieta, bolivianischer Politiker (* 1928)
- 22. Februar: Dieter Borkowski, deutscher Schriftsteller, Journalist und Historiker (* 1928)
- 22. Februar: Louis Mennini, US-amerikanischer Komponist und Musikpädagoge (* 1920)
- 23. Februar: Albrecht Goes, deutscher Schriftsteller und protestantischer Theologe (* 1908)
- 23. Februar: Ofra Haza, israelische Sängerin (* 1957)
- 23. Februar: Stanley Matthews, englischer Fußballspieler (* 1915)
- 25. Februar: Auguste Lechner, österreichische Schriftstellerin (* 1905)
- 26. Februar: Franz Fuchs, österreichischer Briefbombenattentäter (* 1949)
- 26. Februar: Andrzej Hiolski, polnischer Sänger (* 1922)
- 26. Februar: Giovanna von Savoyen, Zarin von Bulgarien (* 1907)

### März
- 01. März: Russell Mathews, australischer Wirtschaftswissenschaftler (* 1921)
- 02. März: Arlene Pach, kanadische Pianistin und Musikpädagogin (* 1928)
- 02. März: Sandra Schmirler, kanadische Curlerin und Olympiasiegerin (* 1963)
- 02. März: Franz Stadler, deutscher Funktionär, ADAC-Präsident 1972–1989 (* 1913)
- 02. März: Furusawa Taiho, japanischer Haiku-Dichter (* 1913)
- 03. März: Hector Duhon, US-amerikanischer Fiddlespieler (Cajun-Musik) (* 1915)
- 03. März: Otto Grünmandl, österreichischer Kabarettist und Schriftsteller (* 1924)
- 03. März: Toni Ortelli, italienischer Alpinist, Dirigent und Komponist (* 1904)
- 05. März: Lolo Ferrari, französische Pornodarstellerin und Sängerin (* 1963)
- 05. März: Daniel Abraham Yanofsky, kanadischer Schachspieler (* 1925)
- 05. März: Mary Elliott, US-amerikanische Schauspielerin (* 1917)
- 07. März: William D. Hamilton, englischer Biologe (* 1936)
- 07. März: Edward H. Levi, US-amerikanischer Jurist und Politiker (* 1911)
- 08. März: René Gardi, Schweizer Reiseschriftsteller (* 1909)
- 09. März: Jean Coulthard, kanadische Komponistin und Musikpädagogin (* 1908)
- 09. März: Ivo Robić, kroatischer Schlagersänger (* 1923)
- 11. März: Leo Weber, Schweizer Pädagoge und Hochschullehrer (* 1909)
- 12. März: Cloyd Duff, US-amerikanischer Paukist (* 1915)
- 12. März: Ignatius Kung Pin-Mei, US-amerikanischer Erzbischof von Philadelphia und Kardinal (* 1901)
- 13. März: Jean-Luis Jorge, dominikanischer Regisseur, Drehbuchautor, Film- und Fernsehproduzent (* 1947)
- 14. März: Emil Ernst Ronner, Schweizer Lehrer, Schriftsteller und Politiker (* 1903)
- 14. März: Anne Wibble, schwedische Politikerin, Finanzministerin 1991–1994 (* 1943)
- 16. März: Morris B. Abram, US-amerikanischer Jurist (* 1918)
- 16. März: Roy Henderson, schottischer Bariton und Musikpädagoge (* 1899)
- 16. März: Victor Serventi, französischer Komponist (* 1907)
- 17. März: Harry Blum, deutscher Politiker (* 1944)
- 17. März: Jack Davis, australischer Dramatiker und Dichter (* 1917)
- 18. März: Rudi von der Dovenmühle, deutscher Schlagerkomponist (* 1920)
- 18. März: Eberhard Bethge, deutscher Theologe (* 1909)
- 19. März: Christopher Beeby, neuseeländischer Diplomat, Jurist und Mitglied des WTO Appellate Body (* 1935)
- 21. März: Wolfgang Greß, deutscher Wirtschaftsfunktionär der DDR (* 1929)
- 22. März: Max Epstein, US-amerikanischer Klezmer-Musiker. (* 1912)
- 22. März: Hans-Günter Hoppe, deutscher Politiker (* 1922)
- 22. März: Mark Lombardi, US-amerikanischer Künstler (* 1951)
- 22. März: Carlo Parola, italienischer Fußballspieler und -trainer (* 1921)
- 23. März: Yamamuro Shizuka, japanischer Literatur- und Kulturkritiker (* 1906)
- 24. März: Al Grey, US-amerikanischer Jazzposaunist (* 1925)
- 26. März: Karel Thole, niederländischer Grafiker (* 1914)
- 26. März: Len Younce, US-amerikanischer American-Football-Spieler (* 1917)
- 26. März: Werner Zeyer, deutscher Politiker (* 1929)
- 27. März: Ian Dury, englischer Musiker, Songwriter und Schauspieler (* 1942)
- 27. März: Frank Strecker, deutscher Schauspieler, Regisseur und Autor (* 1941)
- 28. März: Pierre Souvairan, schweizerisch-kanadischer Pianist und Musikpädagoge französischer Herkunft (* 1911)
- 29. März: Hans Gustav Güterbock, deutscher Hethitologe (* 1908)
- 29. März: Karl-Heinz Lauterjung, deutscher Physiker (* 1914)
- 29. März: Anna Sokolow, US-amerikanische Tänzerin und Choreographin (* 1910)
- 30. März: Dschamal al-Atassi, syrischer Politiker (* 1922)
- 30. März: George Keith Batchelor, australischer Mathematiker und Physiker (* 1920)

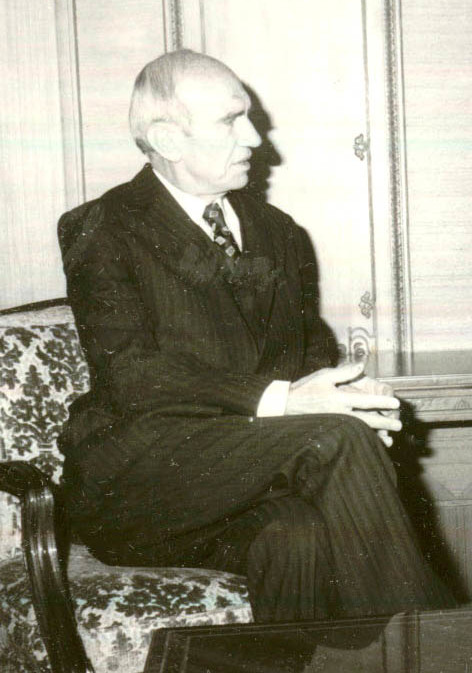
Rudolf Kirchschläger

- 30. März: Rudolf Kirchschläger, Diplomat, Politiker, österreichischer Bundespräsident (* 1915)
- 31. März: Gisèle Freund, deutsch-französische Fotografin und Fotohistorikerin (* 1908)
- 31. März: Pierre Chancel, französischer Automobilrennfahrer (* 1920)

### April
- 01. April: Jean Delire, belgischer Filmregisseur (* 1930)
- 02. April: Fred Kwasi Apaloo, ghanaischer Jurist und Politiker (* 1921)
- 02. April: Rigobert Günther, deutscher Althistoriker (* 1928)
- 03. April: Mikołaj Antonowicz, polnischer Militär (* 1915)
- 03. April: Marta Hoepffner, deutsche Fotografin (* 1912)
- 05. April: Kiko Mendive, kubanischer Schauspieler, Choreograph, Tänzer und Sänger (* 1919)

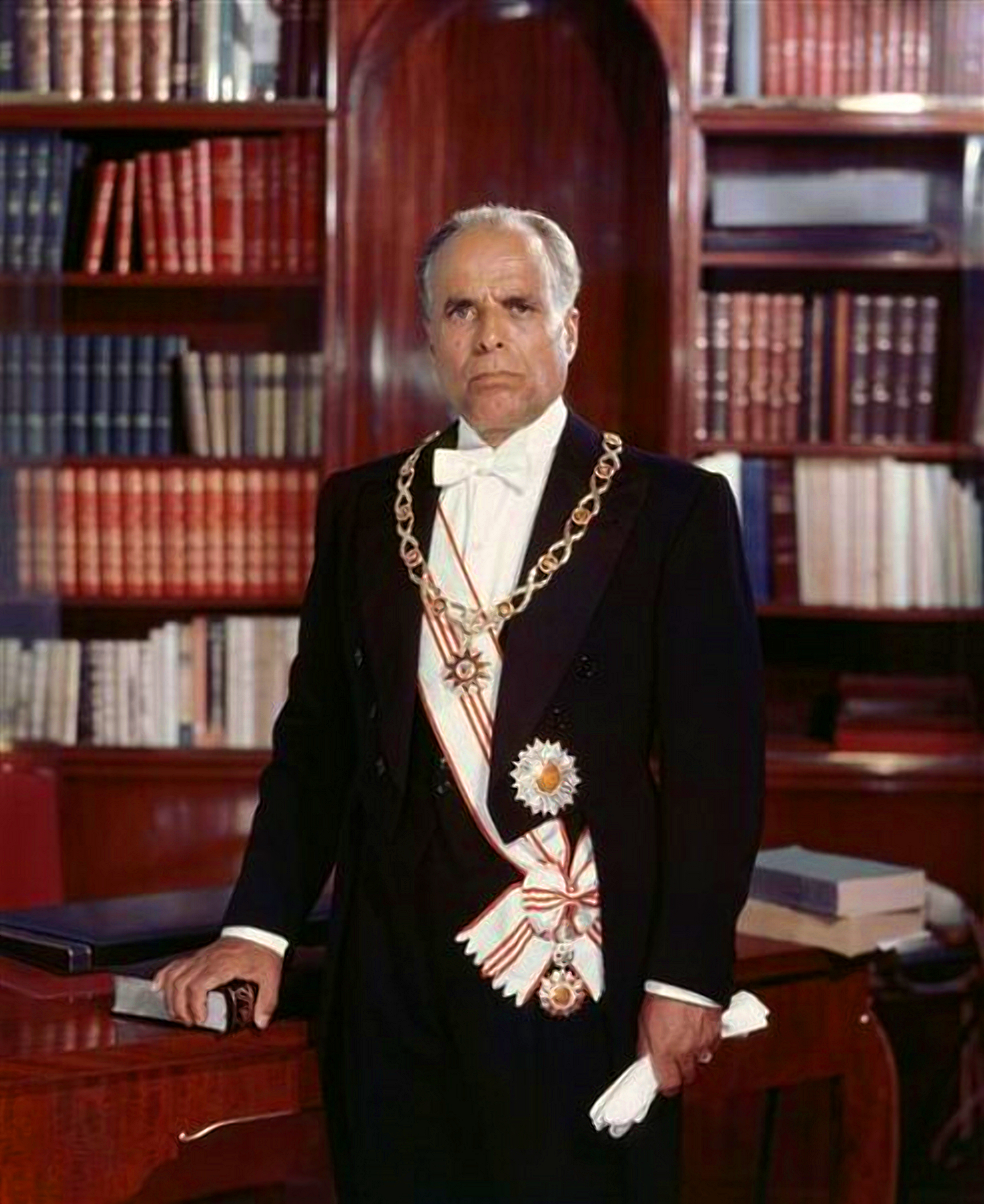
Habib Bourguiba († 6. April)

- 06. April: Habib Bourguiba, tunesischer Präsident (1957–1987) (* 1903)
- 06. April: Bernardino Echeverría Ruiz, Erzbischof von Guayaquil und Kardinal (* 1912)
- 06. April: Knud Knudsen, deutscher Politiker (* 1912)
- 06. April: Álvaro Menéndez Leal, salvadorianischer Lyriker, Erzähler, Dramatiker, Essayist und Journalist (* 1931)
- 06. April: Anton Stingl, deutscher Gitarreninterpret und -pädagoge (* 1908)
- 07. April: Paulo Moacyr Barbosa Nascimento, brasilianischer Fußballspieler (* 1921)
- 07. April: John F. Nolan, US-amerikanischer Schauspieler (* 1933)
- 08. April: Ibrahim Ahmed, kurdischer Autor, Schriftsteller und Übersetzer (* 1914)
- 08. April: Claire Trevor, US-amerikanische Schauspielerin (* 1910)
- 08. April: Harry Williamson, US-amerikanischer Mittelstreckenläufer (* 1913)
- 09. April: Tony Cliff, britischer Sozialist (* 1917)
- 10. April: Larry Linville, US-amerikanischer Schauspieler (* 1939)
- 10. April: Walter Stöhrer, deutscher Maler (* 1937)
- 11. April: Marija Georgiewa Atanassowa, bulgarische Politikerin und Pilotin (* 1926)
- 11. April: Ernst Voigt, deutscher Pilot und Erprobungsflieger (* 1911)
- 13. April: Giorgio Bassani, italienischer Schriftsteller und Publizist (* 1916)
- 13. April: Aivars Gipslis, lettischer Schachspieler (* 1937)
- 14. April: Phil Katz, Erfinder der ZIP-Kompression (* 1962)
- 14. April: Rudolf Widmann (Politiker), bayerischer Kommunal- und Landespolitiker (* 1929)
- 15. April: Edward Gorey, US-amerikanischer Autor und Illustrator (* 1925)
- 15. April: Todd Webb, amerikanischer Fotograf (* 1905)
- 16. April: Jean-Pierre Dautel, französischer Dirigent und Komponist (* 1917)
- 16. April: Rudolf Grenz, Historiker und Autor (* 1929)
- 16. April: Policarpio Juan Paz García, Staatspräsident von Honduras (* 1932)
- 18. April: Martin Mailman, US-amerikanischer Komponist und Professor (* 1932)
- 20. April: Willy Harlander, bayerischer Volksschauspieler (* 1931)
- 20. April: Eugene Hartzell, US-amerikanischer Komponist (* 1932)
- 25. April: Niels Viggo Bentzon, dänischer Komponist und Pianist (* 1919)
- 26. April: Joseph Bourdon, französischer Automobilrennfahrer (* 1932)
- 26. April: Joachim Kemmer, deutscher Schauspieler (* 1939)
- 27. April: Lothar Herbst, polnischer Poet und führender Oppositioneller (* 1940)
- 28. April: Kim Borg, finnischer Opernsänger (* 1919)
- 28. April: Jerzy Einhorn, Professor für Strahlentherapie und Politiker (Kristdemokrat) (* 1925)
- 28. April: Federico Brito Figueroa, venezolanischer marxistischer Historiker und Anthropologe (* 1921)
- 30. April: Poul Hartling, dänischer Politiker (* 1914)

### Mai

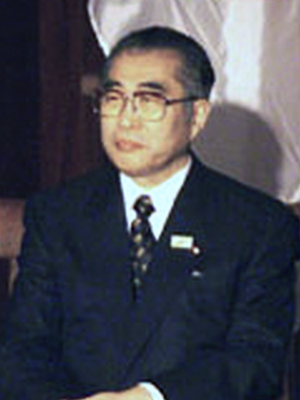
Keizō Obuchi († 14. Mai)

- 01. Mai: Ángel E. Lasala, argentinischer Komponist und Pianist (* 1914)
- 03. Mai: John Joseph O’Connor, Erzbischof von New York und Kardinal (* 1920)
- 04. Mai: Hendrik Casimir, niederländischer Physiker (* 1909)
- 05. Mai: Gino Bartali, italienischer Radrennfahrer (* 1914)
- 07. Mai: Douglas Fairbanks jr., US-amerikanischer Filmschauspieler (* 1909)
- 08. Mai: Coutoucou Hubert Maga, Präsident von Benin (* 1916)
- 10. Mai: Louis Gérard, französischer Unternehmer und Autorennfahrer (* 1899)
- 11. Mai: Rudolf Pfister, Schweizer evangelischer Geistlicher und Hochschullehrer (* 1909)
- 11. Mai: Paula Wessely, österreichische Film- und Theaterschauspielerin (* 1907)
- 12. Mai: Bradley J. Anderson, US-amerikanischer Kostümbildner (* 1957)
- 14. Mai: Keizō Obuchi, 84. japanischer Premierminister (* 1937)
- 16. Mai: William Ferris, US-amerikanischer Komponist, Organist und Chorleiter (* 1937)
- 16. Mai: Andrzej Szczypiorski, polnischer Schriftsteller (* 1928)
- 20. Mai: Jean-Pierre Louis Rampal, französischer Flötist (* 1922)
- 21. Mai: Barbara Cartland, Autorin romantischer Literatur (* 1901)
- 21. Mai: John Gielgud, britischer Schauspieler (* 1904)

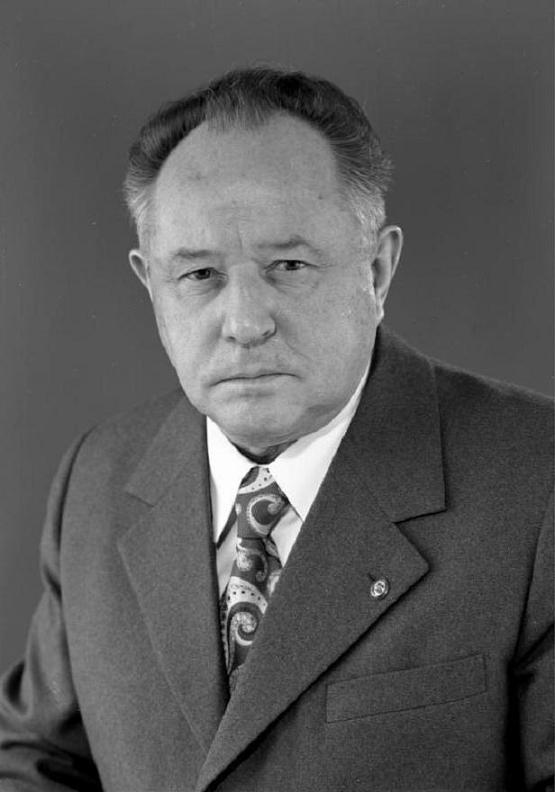
Erich Mielke, 1976

- 21. Mai: Erich Mielke, Minister für Staatssicherheit der DDR (* 1907)
- 22. Mai: Ernst Dieter Lueg, deutscher Journalist (* 1930)
- 23. Mai: Johannes Irmscher, deutscher Altertumswissenschaftler (* 1920)
- 25. Mai: Nicholas Clay, englischer Schauspieler (* 1946)
- 27. Mai: Inga Abel, deutsche Schauspielerin (* 1946)
- 27. Mai: Maurice Richard, kanadischer Eishockeyspieler (* 1921)
- 28. Mai: Donald Watts Davies, Physiker (* 1924)
- 28. Mai: Vincentas Sladkevičius, Erzbischof von Kaunas und Kardinal (* 1920)
- 29. Mai: Dieter Ordelheide, deutscher Ökonom (* 1939)
- 30. Mai: Jürgen von Woyski, deutscher Bildhauer und Maler (* 1929)
- 31. Mai: Petar Mladenow, bulgarischer Politiker (* 1936)
- 31. Mai: Tito Puente, Jazz-, Salsa- und Mambo-Musiker (* 1923)

### Juni
- 02. Juni: Swjatoslaw Nikolajewitsch Fjodorow, russischer Augenchirurg, Unternehmer und Politiker (* 1927)
- 02. Juni: Adolph Hofner, US-amerikanischer Country-Musiker (* 1916)
- 03. Juni: Merton H. Miller, US-amerikanischer Ökonom und Nobelpreisträger (* 1923)
- 03. Juni: William E. Simon, US-amerikanischer Geschäftsmann und Politiker (* 1927)
- 04. Juni: Paul Zoungrana, Erzbischof von Ouagadougou und Kardinal (* 1917)
- 05. Juni: Huschang Golschiri, iranischer Schriftsteller (* 1937)
- 05. Juni: Martin „Kleinti“ Simon, deutscher Liedermacher (* 1966)
- 08. Juni: Joachim von Elbe, Jurist und Diplomat (* 1902)
- 08. Juni: Norman Erbe, US-amerikanischer Politiker (* 1919)
- 09. Juni: Ernst Jandl, österreichischer Schriftsteller (* 1925)
- 09. Juni: Buddy Jones, US-amerikanischer Jazzbassist (* 1924)
- 09. Juni: George Segal, US-amerikanischer Künstler (* 1924)
- 09. Juni: Alfred Weidenmann, deutscher Jugendbuchautor und Regisseur (* 1916)
- 10. Juni: Hafiz al-Assad, Präsident von Syrien (* 1930)
- 11. Juni: Réjane Cardinal, kanadische Sängerin (* 1926)
- 12. Juni: Walter Schulz, deutscher Philosoph (* 1912)
- 14. Juni: Attilio Bertolucci, italienischer Lyriker, Literaturkritiker und Übersetzer (* 1911)
- 14. Juni: Kurt Böwe, deutscher Schauspieler (* 1929)
- 16. Juni: Will Berthold, deutscher Schriftsteller und Sachbuchautor (* 1924)
- 16. Juni: Kōjun, Kaiserin von Japan (Nagako) (* 1903)
- 18. Juni: Luis Cardei, argentinischer Tangosänger (* 1944)
- 19. Juni: Christiane Herzog, Journalistin und Gattin des Bundespräsidenten Roman Herzog (* 1936)
- 19. Juni: Takeshita Noboru, japanischer Politiker (* 1924)
- 20. Juni: Karl Mickel, deutscher Lyriker, Dramatiker und Essayist (* 1935)
- 20. Juni: Manfred Strahl, deutscher Journalist, Redakteur und Schriftsteller (* 1940)
- 20. Juni: Max Danz, deutscher Sportfunktionär (* 1908)
- 21. Juni: Alan Hovhaness, US-amerikanischer Komponist (* 1911)
- 22. Juni: Günther Sabetzki, Präsident des Deutschen Eishockey-Bundes, IIHF-Präsident (* 1915)
- 23. Juni: George Perlman, US-amerikanischer Geiger, Komponist und Musikpädagoge (* 1897)
- 23. Juni: Jerome Richardson, US-amerikanischer Jazzsaxophonist und -flötist (* 1920)
- 24. Juni: Rodrigo Alejandro Bueno, argentinischer Cuarteto-Sänger (* 1973)
- 24. Juni: David Tomlinson, britischer Schauspieler (* 1917)
- 26. Juni: Stig Engström, schwedischer Hauptverdächtiger im Mordfall Olof Palme (* 1934)
- 27. Juni: Gerhard Pfeiffer, deutscher Schachspieler (* 1923)
- 27. Juni: Pierre Pflimlin, französischer Politiker und Mitglied des Europäischen Parlaments (* 1907)
- 29. Juni: Vittorio Gassman, italienischer Schauspieler (* 1922)
- 29. Juni: Rodney Nuckey, britischer Automobilrennfahrer (* 1929)
- 29. Juni: Arnie Weinmeister, kanadischer American-Football-Spieler (* 1923)

### Juli
- 01. Juli: Cub Koda, US-amerikanischer Rockmusiker, Songwriter und Kritiker (* 1948)
- 01. Juli: Yvette Labrousse, Begum Aga Khan, Ehefrau Aga Khans III. (* 1906)
- 01. Juli: Torbjörn Lundquist, schwedischer Komponist (* 1920)
- 01. Juli: Walter Matthau, US-amerikanischer Schauspieler (* 1920)
- 01. Juli: Pierre Petit, französischer Komponist (* 1922)
- 02. Juli: Joey Dunlop, Motorradrennfahrer (* 1952)
- 03. Juli: Kemal Sunal, türkischer Schauspieler (* 1944)
- 04. Juli: Antonia Magdalena Arté, dominikanische Musikerin und Musikpädagogin (* 1914)
- 04. Juli: Mausberg, US-amerikanischer Rapper (* 1979)
- 05. Juli: Dorino Serafini, italienischer Formel-1-Rennfahrer (* 1909)
- 05. Juli: Edgar Cardoso, portugiesischer Brückenbauingenieur (* 1913)
- 06. Juli: Władysław Szpilman, polnischer Pianist, Komponist und Schriftsteller (* 1911)
- 07. Juli: Dmitri Sawadski, belarussischer Kameramann (* 1972)
- 07. Juli: Ruth Werner, sowjetische Spionin (* 1907)
- 09. Juli: Herbert Hunger, österreichischer Byzantinist (* 1914)
- 12. Juli: Heinz Arnold, deutscher Politiker (* 1920)
- 12. Juli: Heinz Schleußer, deutscher Gewerkschafter und Politiker (* 1936)
- 13. Juli: Jan Karski, polnischer Offizier und Kurier der polnischen Heimatarmee (* 1914)
- 13. Juli: Ursula Langrock, deutsche Hörspielsprecherin (* 1926)
- 14. Juli: Karl Friedemann, deutscher Widerstandskämpfer und Arbeiterfunktionär (* 1906)
- 15. Juli: Paul Bühlmann, Schweizer Volksschauspieler (* 1927)
- 15. Juli: Juan Filloy, argentinischer Schriftsteller (* 1894)
- 15. Juli: John Orlando Pastore, US-amerikanischer Politiker (* 1907)
- 15. Juli: Leo Hoegh, US-amerikanischer Politiker (* 1908)
- 16. Juli: William Foote Whyte, US-amerikanischer Soziologe (* 1914)
- 17. Juli: Pascale Audret, französische Schauspielerin (* 1935)
- 19. Juli: Martin Canin, US-amerikanischer Maler (* 1927)
- 20. Juli: Constanze Engelbrecht, deutsche Schauspielerin (* 1950)
- 20. Juli: Henning Schlüter, deutscher Schauspieler (* 1927)
- 21. Juli: Iain Hamilton, schottischer Komponist und Musikpädagoge (* 1922)
- 21. Juli: Stanojlo Rajičić, serbischer Komponist (* 1910)
- 22. Juli: Claude Sautet, französischer Drehbuchautor und Filmregisseur (* 1924)
- 23. Juli: Johannes Dyba, von 1983 bis zu seinem Tod Bischof von Fulda (* 1929)
- 24. Juli: Anatoli Wassiljewitsch Firsow, russischer Eishockeyspieler (* 1941)
- 24. Juli: Oscar Shumsky, US-amerikanischer Geiger und Musikpädagoge (* 1917)
- 25. Juli: Rudi Faßnacht, deutscher Fußballtrainer (* 1934)
- 25. Juli: Christian Götz, deutscher Gewerkschafter (* 1940)
- 25. Juli: Charlotte Schreiber-Just, deutsche Schauspielerin und Hörspielsprecherin (* 1914)
- 26. Juli: Günther Hennerici, deutscher Unternehmer und Motorsport-Teamchef (* 1924)
- 27. Juli: Asep Wildan, indonesischer Vulkanologe und Geologe
- 28. Juli: Abraham Pais, niederländischer Physiker (* 1918)
- 29. Juli: Lothar Quinte, deutscher Maler der Avantgarde (* 1923)
- 30. Juli: Werner Cyprys, deutscher Sänger, Komponist, Liedtexter und Musikproduzent (* 1922)
- 30. Juli: Hermann Gablenz, deutscher Motorradrennfahrer (* 1913)
- 31. Juli: Wolfgang von Groote, deutscher Offizier und Militärhistoriker (* 1911)
- 31. Juli: Hendrik Christoffel van de Hulst, niederländischer Astrophysiker (* 1918)
- 000Juli: Carlos Pizarro, puerto-ricanischer Sänger (* 1921)

### August
- 01. August: Karl Reinthaler, Bürgermeister der Stadt Saalfelden, Landtagsabgeordneter (* 1913)

Alec Guinness, 1973

- 05. August: Alec Guinness, britischer Schauspieler (* 1914)
- 06. August: Joan Trimble, irische Komponistin (* 1915)
- 07. August: Samuel Ekpe Akpabot, nigerianischer Komponist (* 1932)
- 08. August: Günter Goetzendorff, deutscher Politiker (* 1917)
- 09. August: John Harsanyi, ungarisch-amerikanischer Wirtschaftswissenschaftler (* 1920)
- 10. August: Suzanne Danco, belgische Opernsängerin (* 1911)
- 10. August: Walter E. Lautenbacher, Fotograf (* 1920)
- 11. Januar: Helena Carter, US-amerikanische Schauspielerin (* 1920)
- 11. August: Otto Czarski, deutscher Synchronsprecher (* 1920)
- 11. August: Jean Papineau-Couture, kanadischer Komponist (* 1916)
- 12. August: William Bradley, britischer Automobilrennfahrer (* 1931)
- 12. August: Max Grießer, bayerischer Volksschauspieler (* 1928)

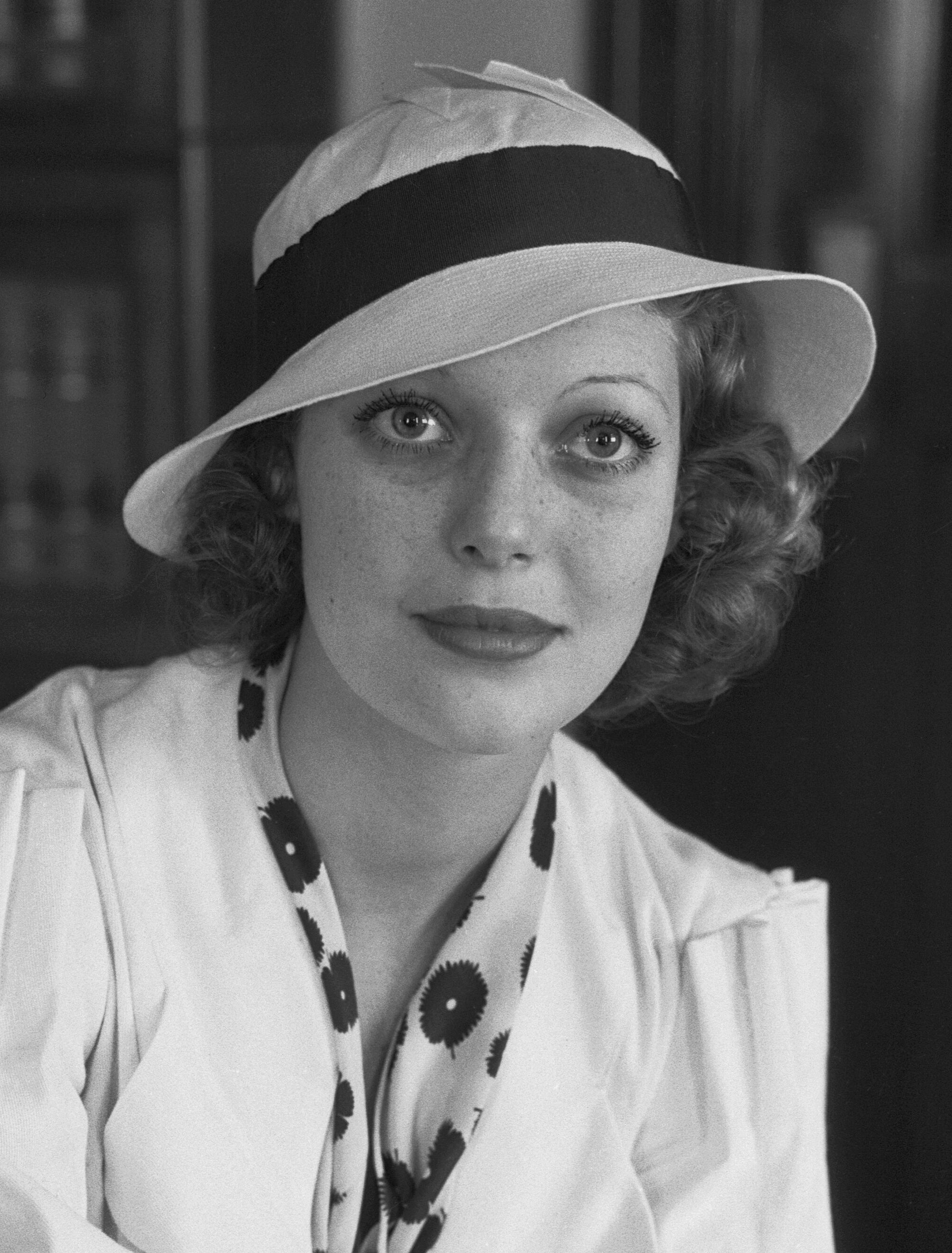
Loretta Young, um 1940

- 12. August: Loretta Young, US-amerikanische Schauspielerin (* 1913)
- 13. August: Ria Deeg, Widerstandskämpferin gegen den Nationalsozialismus (* 1907)
- 13. August: Paul Rohloff, deutscher Politiker (* 1912)
- 13. August: Fritz Winckel, deutscher Physiker und einer der Pioniere der elektronischen Musik (* 1907)
- 14. August: Winfried Steffani, deutscher Politikwissenschaftler (* 1927)
- 15. August: Fred Gebhardt, deutscher Politiker (* 1928)
- 15. August: Robert Swink, US-amerikanischer Filmeditor (* 1918)
- 16. August: Sally Amato, US-amerikanische Sängerin und Schauspielerin (* 1917)
- 18. August: Rudolf Aitzetmüller, österreichischer Slawist (* 1923)
- 18. August: Helmut Weiß, deutscher Schriftsteller (* 1913)

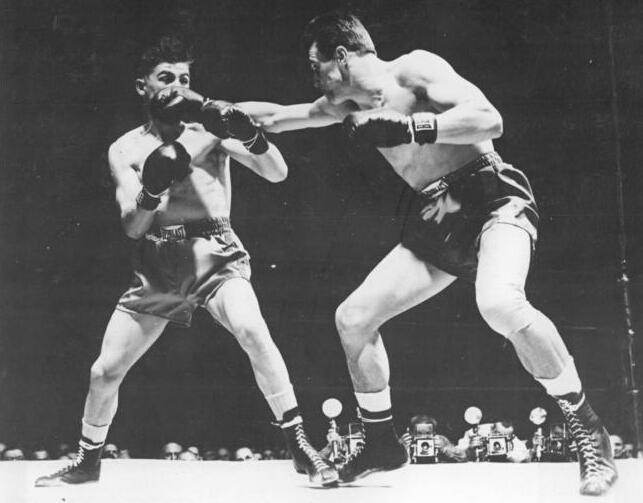
Gustav Scholz

- 20. August: Henry Austin, englischer Tennisspieler (* 1906)
- 20. August: Silvio Francesco, italienischer Sänger, Klarinettist und Schauspieler (* 1927)
- 20. August: Siegfried Wünsche, deutscher Motorradrennfahrer (* 1916)
- 21. August: Ellen Schlüchter, deutsche Rechtswissenschaftlerin (* 1938)
- 21. August: Bubi Scholz, deutscher Boxer (* 1930)
- 23. August: Max Midinet, deutscher Balletttänzer (* 1948)
- 24. August: Andy Hug, Schweizer Kampfsportler und mehrfacher Europa- und Weltmeister im Kickboxen (* 1964)

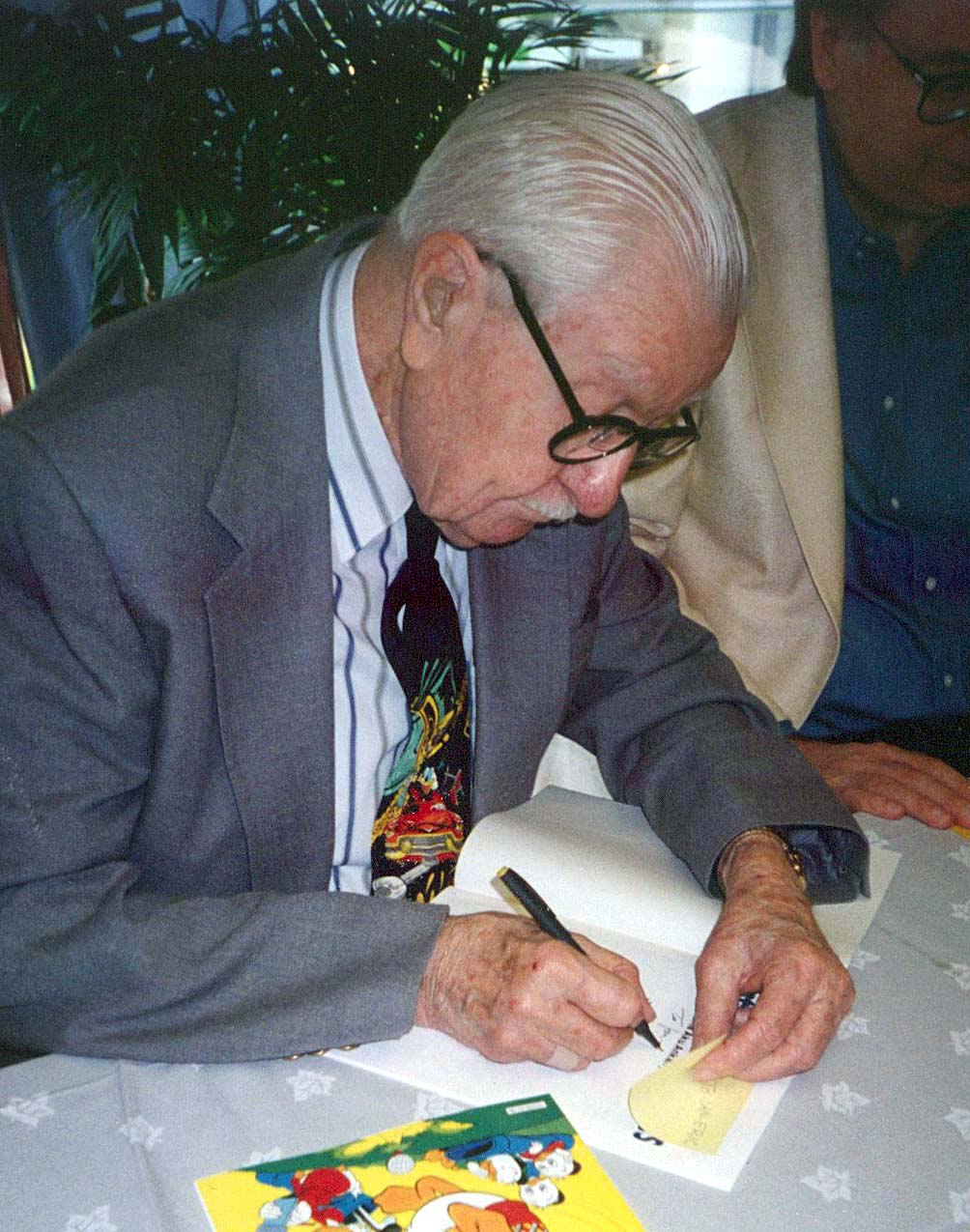
Carl Barks, 1994

- 25. August: Carl Barks, US-amerikanischer Maler, Cartoonist und Texter (* 1901)
- 25. August: Jack Nitzsche, US-amerikanischer Pianist und Komponist (* 1937)
- 26. August: Kurt Dehn, Pfälzer Volksmusiker (* 1920)
- 26. August: Lynden O. Pindling, Premierminister der Bahamas von 1967 bis 1992 (* 1930)
- 27. August: Edmund Karp, estnischer Fußball-, Basketball- und Volleyballspieler (* 1913)
- 30. August: Addi Furler, deutscher Sportjournalist (* 1933)
- 31. August: Joan Hartigan Bathurst, australische Tennisspielerin (* 1912)
- 31. August: Klaus Miedel, deutscher Schauspieler und Synchronsprecher (* 1915)

### September
- 01. September: Ernst Ohst, deutscher Maler, Grafiker und Karikaturist (* 1914)
- 04. September: Daisy Spies, Tänzerin und Choreographin (* 1905)
- 04. September: Augusto Vargas Alzamora, Erzbischof von Lima und Kardinal (* 1922)
- 05. September: George Musso, US-amerikanischer American-Football-Spieler (* 1910)
- 05. September: Gian Luigi Polidoro, italienischer Filmregisseur (* 1928)
- 06. September: Goede Gendrich, deutscher Forstmann und Autor (* 1912)
- 07. September: Dietrich Knothe, deutscher Dirigent (* 1929)
- 09. September: Herbert Friedman, US-amerikanischer Physiker (* 1916)
- 09. September: Rita-Maria Nowotny, deutsche Schauspielerin (* 1925)
- 09. September: Veerasamy Ringadoo, mauretanischer Präsident (* 1920)
- 12. September: Konrad Kujau, Fälscher der Hitler-Tagebücher (* 1938)
- 13. September: Rolf Kauka, deutscher Comic-Künstler und Verleger (Vater von Fix und Foxi) (* 1917)
- 16. September: Tichon Alexandrowitsch Rabotnow, russischer Geobotaniker und Universitätsprofessor (* 1904)
- 17. September: Paul Jordan (* 1910), deutscher Generalmajor des Heeres
- 19. September: Karl Robatsch, österreichischer Schachspieler und Botaniker (* 1929)
- 20. September: Helmut Berthold, deutscher Feldhandballspieler (* 1911)
- 20. September: German Stepanowitsch Titow, sowjetischer Kosmonaut (* 1935)
- 21. September: Bengt Hambraeus, schwedischer Komponist, Organist und Musikwissenschaftler (* 1928)
- 22. September: Jehuda Amichai, deutsch-israelischer Lyriker (* 1924)
- 22. September: Vincenzo Fagiolo, Erzbischof von Chieti und Kardinal (* 1918)
- 22. September: Hans Lutz Merkle, deutscher Manager (* 1913)
- 23. September: Carl Rowan, US-amerikanischer Journalist und Autor (* 1925)
- 24. September: Basil Bernstein, britischer Soziologe (* 1924)
- 25. September: Tommy Reilly, kanadischer Musiker (* 1919)
- 26. September: Baden Powell de Aquino, brasilianischer Musiker (* 1937)
- 26. September: Robert Lax, US-amerikanischer Autor, Lyriker und Publizist (* 1915)
- 26. September: Richard Mulligan, US-amerikanischer Schauspieler (* 1932)
- 26. September: Max Waldmeier, Schweizer Astronom und Sonnenforscher (* 1912)
- 28. September: Pote Sarasin, Premierminister von Thailand und Generalsekretär der SEATO (* 1905)
- 28. September: Pierre Trudeau, kanadischer Politiker (Ministerpräsident) (* 1919)

### Oktober
- 01. Oktober: Rosie Douglas, dominikanischer Politiker (* 1941)
- 03. Oktober: Wojciech Has, polnischer Filmregisseur (* 1925)
- 04. Oktober: Egano Righi-Lambertini, Kardinal (* 1906)
- 04. Oktober: Michael Smith, kanadischer Chemiker (* 1932)
- 05. Oktober: Frans Ludo Verbeeck, belgischer Komponist und Dirigent (* 1926)
- 05. Oktober: Cătălin Hâldan, rumänischer Fußballspieler (* 1976)
- 06. Oktober: Richard Farnsworth, US-amerikanischer Schauspieler (* 1920)
- 08. Oktober: Karlgeorg Hoefer, deutscher Typograph und Kalligraph (* 1914)
- 08. Oktober: Viktor Kühne, Schweizer Staatsbeamter (* 1912)
- 08. Oktober: Francesco Pennisi, italienischer Komponist (* 1934)
- 09. Oktober: Ladislav Čepelák, tschechischer Maler, Graphiker und Illustrator (* 1924)
- 10. Oktober: Sirimavo Bandaranaike, Premierministerin von Sri Lanka (* 1916)
- 10. Oktober: Ferenc Farkas, ungarischer Komponist (* 1905)
- 10. Oktober: Klaus Winter, deutscher Richter (* 1936)
- 11. Oktober: Pietro Palazzini, Kardinal (* 1912)
- 13. Oktober: Gus Hall, US-amerikanischer Politiker (* 1910)
- 13. Oktober: Jean Peters, US-amerikanische Schauspielerin (* 1926)
- 14. Oktober: Rudolf Schenda, Volkskundler und Erzählforscher (* 1930)
- 15. Oktober: Hans-Joachim Becke, deutscher Brigadegeneral des Heeres der Bundeswehr (* 1915)
- 15. Oktober: Konrad Bloch, deutscher Biochemiker und Nobelpreisträger (* 1912)
- 15. Oktober: Leo Marini, argentinischer Sänger (* 1920)
- 16. Oktober: Eugen Brixel, österreichischer Komponist für Blasmusik (* 1939)
- 16. Oktober: Gerhard Buchführer, deutscher Parteifunktionär, Wirtschaftswissenschaftler und Hochschullehrer (* 1930)
- 16. Oktober: Mel Carnahan, US-amerikanischer Politiker (* 1934)
- 17. Oktober: Leo Nomellini, US-amerikanischer American-Football-Spieler (* 1924)
- 19. Oktober: Gustav Kilian, deutscher Radrennfahrer (* 1907)
- 23. Oktober: Hans Ertl, Bergsteiger, Kameramann, Kriegsberichterstatter, Regisseur (* 1908)
- 25. Oktober: Jeanne Lee, US-amerikanische Jazzsängerin (* 1939)
- 26. Oktober: Muriel Evans, US-amerikanische Schauspielerin (* 1910)
- 27. Oktober: Lída Baarová, tschechische Schauspielerin und Geliebte von Joseph Goebbels (* 1914)
- 27. Oktober: Walter Berry, österreichischer Sänger (* 1929)
- 27. Oktober: Brigitte Schröder, Ehefrau von Gerhard Schröder (* 1917)
- 28. Oktober: Josef Felder, deutscher Politiker (* 1900)
- 28. Oktober: Carlos Guastavino, argentinischer Komponist (* 1912)
- 29. Oktober: Billy Boyo, jamaikanischer Kinderstar-Deejay des frühen Reggae-Dancehalls (* 1969)
- 29. Oktober: Jacqueline Brumaire, französische Sopranistin (* 1921)
- 30. Oktober: Steve Allen, US-amerikanischer Komiker und Musiker (* 1921)

### November
- 01. November: George Armstrong, englischer Fußballspieler und -trainer (* 1944)
- 01. November: Steven Runciman, britischer Historiker (* 1903)
- 01. November: Florian Vischer, Schweizer Architekt (* 1919)
- 02. November: Fritz Astl, österreichischer Politiker (* 1944)
- 05. November: Etienne Aigner, ungarischer Modeschöpfer (* 1904)
- 05. November: Jimmie Davis, US-amerikanischer Country-Sänger, Songwriter und Gouverneur von Louisiana (* 1899)
- 05. November: Roger Peyrefitte, französischer Schriftsteller und Diplomat (* 1907)
- 07. November: Julius Hatry, deutscher Raketenpionier und Flugzeugkonstrukteur (* 1906)
- 07. November: Klaus Koch, deutscher Jazzmusiker (* 1936)
- 07. November: Walter Kremser, deutscher Forstwissenschaftler (* 1909)
- 07. November: Ingrid von Schweden, dänische Mitregentin schwedischer Herkunft (* 1910)
- 08. November: Peter Clark, britischer Autorennfahrer (* 1915)
- 08. November: Karl Fellinger, österreichischer Arzt (* 1904)
- 08. November: Jürg Lamprecht, Schweizer Biologe (* 1941)
- 08. November: Richard Edwin Morrissey, britischer Jazzmusiker (* 1940)
- 08. November: Józef Pińkowski, polnischer Politiker und Ministerpräsident von Polen von 1980 bis 1981 (* 1929)
- 09. November: Sherwood Johnston, US-amerikanischer Automobilrennfahrer (* 1927)
- 10. November: Jacques Chaban-Delmas, französischer Politiker (* 1915)
- 11. November: Peter Cabus, belgischer Komponist (* 1923)
- 12. November: Leah Rabin, israelische Politikerin und Ehefrau von Yitzhak Rabin (* 1928)
- 15. November: Max Hermann Archimowitz, deutscher Politiker (* 1920)
- 15. November: Rinaldo Martino, argentinisch-italienischer Fußballspieler (* 1921)
- 15. November: Piero Pasinati, italienischer Fußballspieler und -trainer (* 1910)
- 16. November: Russ Conway, britischer Pianist, Komponist und Sänger (* 1925)
- 16. November: Josef Ertl, deutscher Politiker (* 1925)
- 16. November: Kåre Fuglesang, norwegischer Geiger und Musikpädagoge (* 1921)
- 16. November: Ahmet Kaya, türkischer Protestmusiker (* 1957)
- 17. November: Louis Néel, französischer Physiker (* 1904)
- 18. November: Ibo Bekirovic, deutscher Sänger (* 1961)
- 19. November: George Cosmas Adyebo, ugandischer Politiker (* 1947)
- 19. November: Ruth Mönch, deutsche Fernsehmoderatorin (* 1926)
- 20. November: Mike Muuss, Autor des Freeware Netzwerkprogramms Ping (* 1958)
- 21. November: Harald Leipnitz, deutscher Schauspieler (* 1926)
- 21. November: Emil Zátopek, tschechischer Leichtathlet (* 1922)
- 22. November: Fritz Fend, deutscher Automobilkonstrukteur (* ca. 1920)
- 22. November: Fernand Hoffmann, Luxemburger Pädagoge, Schriftsteller und Sprachwissenschaftler (* 1929)
- 22. November: Théodore Monod, Afrikaforscher (* 1902)
- 22. November: Kenneth Peacock, kanadischer Komponist, Musikwissenschaftler und Pianist (* 1922)
- 22. November: Hans Schaefer, deutscher Mediziner und Mitbegründer der Max-Planck-Gesellschaft (* 1906)
- 23. November: Bienvenido Fabián, dominikanischer Komponist, Pianist und Sänger (* 1920)
- 23. November: Aljoscha Rompe, deutsch-schweizerischer Punkmusiker (* 1947)
- 25. November: Erich Ebert, deutscher Schauspieler, Synchronsprecher, Synchronautor und Dialogregisseur (* 1922)
- 25. November: Gerd Vespermann, deutscher Schauspieler (* 1926)
- 27. November: Eugen Helmlé, deutscher Schriftsteller und literarischer Übersetzer (* 1927)
- 28. November: Carol Bolt, kanadische Dramatikerin (* 1941)
- 28. November: Liane Haid, österreichische Schauspielerin und Sängerin (* 1895)
- 29. November: Lou Groza, US-amerikanischer American-Football-Spieler (* 1924)
- 30. November: Poul Bjørndahl Astrup, dänischer Physiologe und Laborchemiker (* 1915)
- 30. November: Jānis Kalniņš, kanadischer Komponist (* 1904)
- 30. November: Joachim Wolff, deutscher Schauspieler und Sprecher (* 1920)

### Dezember
- 02. Dezember: Napoleon Seyfarth, deutscher Autor und AIDS-Aktivist (* 1953)
- 03. Dezember: Gwendolyn Brooks, US-amerikanische Schriftstellerin (* 1917)
- 03. Dezember: Paul Deitenbeck, deutscher Pfarrer und Schriftsteller (* 1912)
- 04. Dezember: Hans Carl Artmann, österreichischer Dichter (* 1921)
- 04. Dezember: Walter Krause, deutscher Politiker (* 1912)
- 06. Dezember: Enrique Anderson Imbert, argentinischer Literaturkritiker und Schriftsteller (* 1910)
- 06. Dezember: Werner Klemperer, deutsch-US-amerikanischer Schauspieler und Musiker (* 1920)
- 06. Dezember: Aziz Mian, pakistanischer Sänger (* 1942)
- 06. Dezember: Werner Vick, deutscher Handballspieler und -trainer (* 1920)
- 07. Dezember: Stanley Osborne, kanadischer Geistlicher, Musikpädagoge, Autor, Hymnologe und Komponist (* 1907)
- 08. Dezember: Rolf Heyne, deutscher Verleger (* 1928)
- 08. Dezember: Ionatana Ionatana, tuvaluischer Politiker (* 1938)
- 10. Dezember: José Pinto de Carvalho Santos Águas, portugiesischer Fußballspieler (* 1930)
- 11. Dezember: Johannes Virolainen, finnischer Politiker (* 1914)
- 12. Dezember: Götz Friedrich, deutscher Theaterregisseur (* 1930)
- 12. Dezember: Gerhard Neumann, deutscher Archäologe (* 1931)
- 14. Dezember: Myroslaw Ljubatschiwski, Erzbischof von Philadelphia und Lviv sowie Kardinal (* 1914)
- 14. Dezember: Yayo el Indio, puerto-ricanischer Sänger (* 1920)
- 15. Dezember: Jacques Goddet, französischer Sport-Journalist (* 1905)
- 15. Dezember: Helen Kotas Hirsch, US-amerikanische Hornistin (* 1916)
- 16. Dezember: William H. Hill, US-amerikanischer Komponist und Musikpädagoge (* 1930)
- 16. Dezember: Heinz Maier-Leibnitz, deutscher Physiker und Forschungspolitiker (* 1911)
- 17. Dezember: Heinrich Bednar, österreichischer Tischtennisspieler (* 1922)
- 17. Dezember: Gérard Blain, französischer Schauspieler, Filmregisseur und Drehbuchautor (* 1930)
- 17. Dezember: Walter Felicetti-Liebenfels, österreichischer Kunsthistoriker (* 1899)
- 17. Dezember: Joan Maxwell, kanadische Sängerin und Musikpädagogin (* 1930)
- 18. Dezember: Kirsty MacColl, britische Sängerin und Songwriterin (* 1959)
- 19. Dezember: Milton Hinton, US-amerikanischer Jazz-Musiker (* 1910)
- 19. Dezember: Koharu Kisaragi, japanische Dramatikerin und Theaterleiterin (* 1956)
- 19. Dezember: John Lindsay, US-amerikanischer Politiker (* 1921)
- 19. Dezember: Pops Staples, US-amerikanischer Gospel- und R&B-Musiker (* 1914)
- 22. Dezember: Herman Feshbach, US-amerikanischer Physiker (* 1917)
- 23. Dezember: Victor Borge, dänischer Pianist und Komödiant (* 1909)
- 23. Dezember: Peter Kafka, deutscher Physiker (* 1933)
- 24. Dezember: John Cooper, britischer Autokonstrukteur (* 1923)
- 25. Dezember: Willard Van Orman Quine, US-amerikanischer Philosoph (* 1908)
- 26. Dezember: Jason Robards, US-amerikanischer Schauspieler (* 1922)
- 27. Dezember: Erwin Ammann, deutscher Politiker (* 1916)
- 27. Dezember: Nikolai von Michalewsky, deutscher Schriftsteller (* 1931)
- 28. Dezember: Eduard Adorno, deutscher Politiker (* 1920)
- 30. Dezember: Alfred Burger, US-amerikanischer Chemiker (* 1905)
- 31. Dezember: Kenneth L. Pike, US-amerikanischer Linguist und Anthropologe (* 1912)

### Tag unbekannt
- Birgitt Bolsmann, deutsche Malerin (* 1944)
- Ahmad Khayami, Pionier der iranischen Automobilindustrie (* 1924)
- Susanne Mahlmeister, deutsche Malerin, Fotografin und Bildhauerin (* 1952)
- Murkel Charlotte Schuberth, deutsche Malerin (* 1914)

## Wissenschaftspreise

### Nobelpreise
- Physik: Schores Iwanowitsch Alfjorow, Herbert Kroemer und Jack S. Kilby
- Chemie: Alan J. Heeger, Alan G. MacDiarmid und Hideki Shirakawa
- Medizin: Arvid Carlsson, Paul Greengard und Eric R. Kandel
- Literatur: Gao Xingjian
- Friedensnobelpreis: Kim Dae Jung
- Wirtschaftswissenschaft: James Heckman und Daniel McFadden

### Turing Award
- Andrew Yao, für die Berechenbarkeitstheorie, insbesondere die komplexitätsbasierte Theorie der Pseudozufallszahlenerzeugung, der Kryptographie und Kommunikationskomplexität.